# Parc transfrontalier du ǀAi-ǀAis/Richtersveld
Le parc transfrontalier du ǀAi-ǀAis/Richtersveld (anglais : ǀAi-ǀAis/Richtersveld Transfrontier Park) est un parc national partagé entre l'Afrique du Sud et la Namibie qui regroupe deux anciens parcs nationaux, le parc national du Richtersveld en Afrique du Sud et le parc récréatif des sources chaudes de ǀAi-ǀAis en Namibie. C'est un vaste désert de montagne, géré conjointement par les Namas et les parcs nationaux d'Afrique du Sud qui abrite la plus grande variété au monde de plantes succulentes.

## Histoire
Le Richtersveld est nommé d'après un inspecteur européen, Dr Richter, venu inspecter une mission fondée à Kuboes en 1840.
1991 : création du parc national du Richtensveld en Afrique du Sud. Une création qui fait événement, puisque la gestion du parc est d'emblée confiée conjointement à SANParks et au peuple Nama — ceci trois ans avant la fin de l'apartheid en Afrique du Sud.
2003 : création du parc frontalier |Ai|Ais/Richtersveld.
2007 : l'aire protégée communautaire, créée au sud du parc sur l'initiative des habitants, est classée au patrimoine mondial pour ses paysages botaniques et culturels. Le but était d'empêcher l'exploitation minière (diamants) dans un secteur encore épargné.

## Géographie
En Afrique du Sud, le parc s'étend au nord de la province du Cap-Nord ; c'est essentiellement la zone du [Quoi ?].

### Géologie
L'histoire géologique de la région a commencé il y a 2 000 millions d'années, ce qui représente presque la moitié de l'âge de la Terre — longtemps avant la formation des continents tels qu'ils sont maintenant. Les roches originelles sont d'origine volcanique. Appelées Groupe de l'Orange, ces roches socle ont été formées pendant 1 000 millions d'années par une succession d'éruptions et d'érosion, soumises à des événements géologiques et climatiques dits « intrusifs », notamment la Suite intrusive Vioolsdrft, la Suite Igneuse Richtersveld et la Suite Gannakouriep. La dernière intrusion a formé des dykes allant jusqu'à 100 km de long et 1,5 km de large, s'étirant du Richtersveld jusqu'au sud de la Namibie. Ces bouleversements successifs ont donné au Richersveld une richesse géologique particulière.

### Canyon de la Fish River

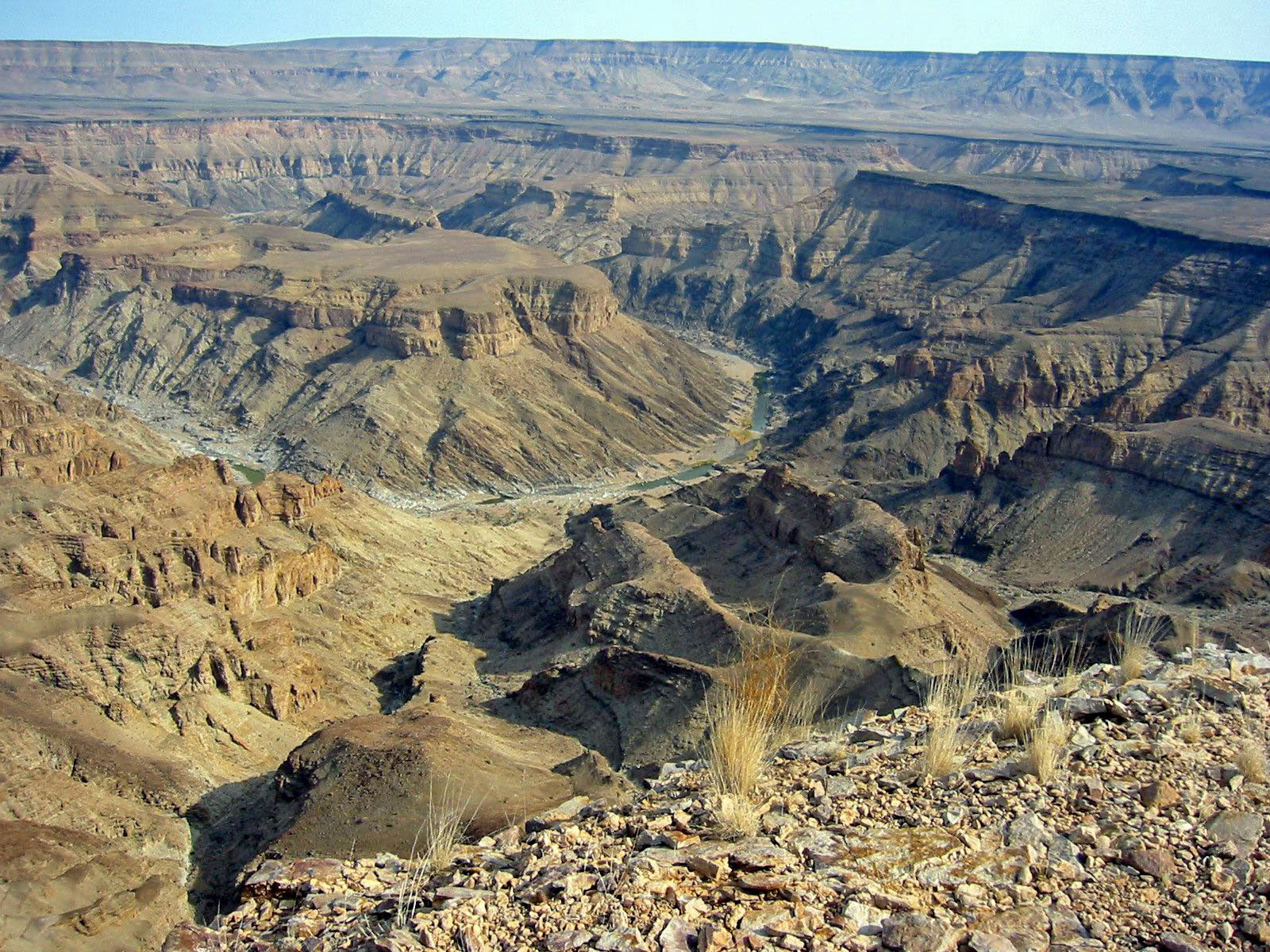
Canyon de la Fish River.

Deuxième plus grand canyon du monde après le Grand Canyon, le canyon de la Fish River est situé sur le côté Namibien du parc transfrontalier. Long d'environ 160 km  pour 27 km à son plus large, il atteint 500 m de profondeur. D'immenses gorges sillonnent le paysage de roches, des gorges issues à l'origine d'un affaissement du terrain de 20 km de large le long d'une faille géologique il y a 350 millions d'années. La faille est facilement identifiable encore de nos jours. La rivière emprunta cette vallée, méandrant à travers en formant de grandes anses grâce à une faible pente de terrain. Quand l'ancien continent de Gondwana se désintégra il y a 120 millions d'années, les bords du continent africain furent relevés et l'altitude fut accrue. Le fleuve Orange commença alors à creuser son lit, commençant par son estuaire. La rivière Fish, son tributaire, suivit le même processus ; c'est alors que les gorges tourmentées d'aujourd'hui furent façonnées.
La rivière Fish, comme toutes les rivières de Namibie, est saisonnière et se remplit d'eau seulement quand il pleut sur son bassin versant pendant quelques semaines par an, habituellement entre janvier et avril. Certaines années elle ne se remplit pas du tout. Le canyon est en aval, coupant à travers un semi-désert rocheux qui semble sans fin, dominé par les tons de bruns et de beiges occasionnellement interrompus par des euphorbes vertes ou des arbres aux carquois.

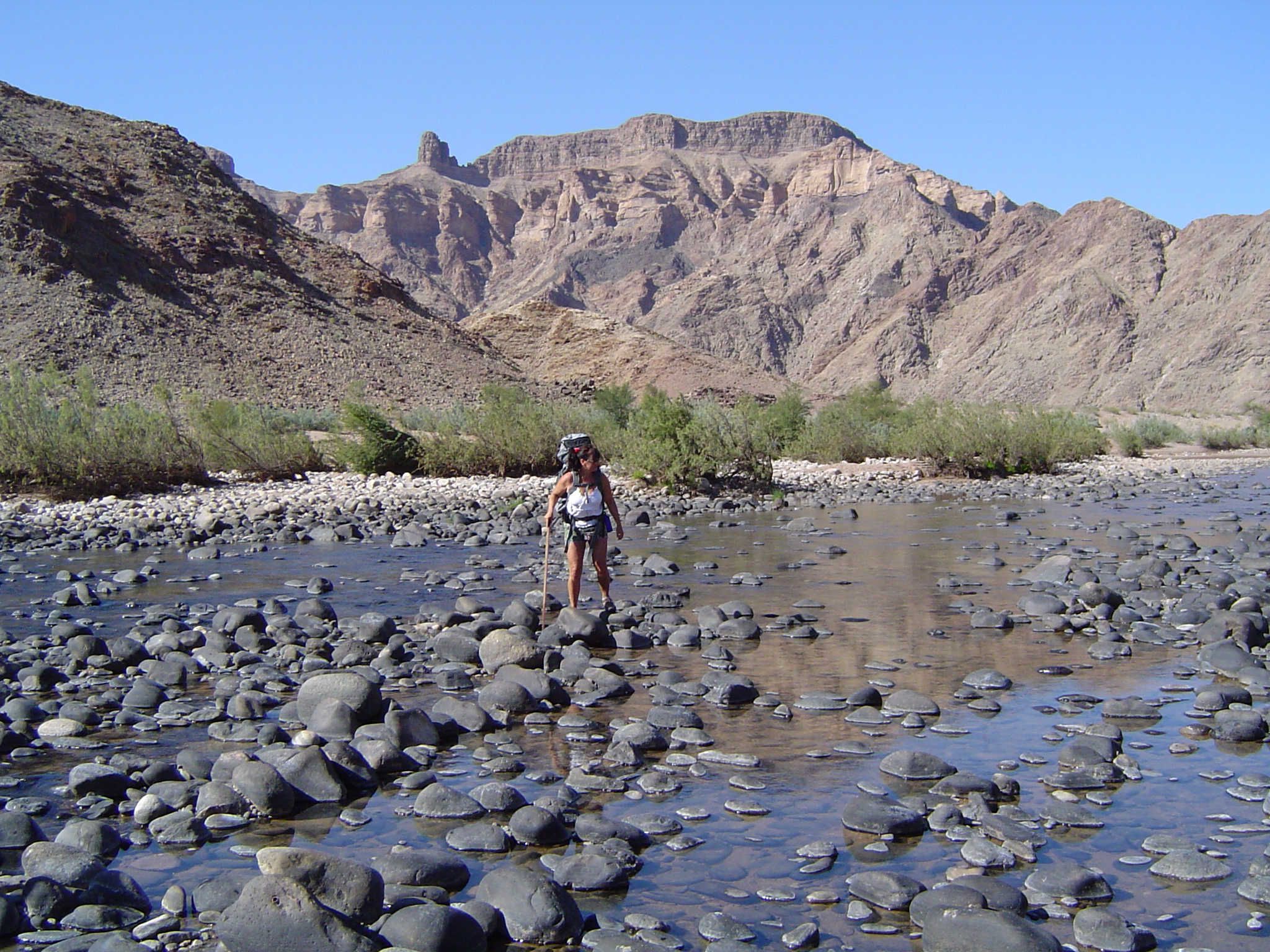
Gué sur la rivière Fish
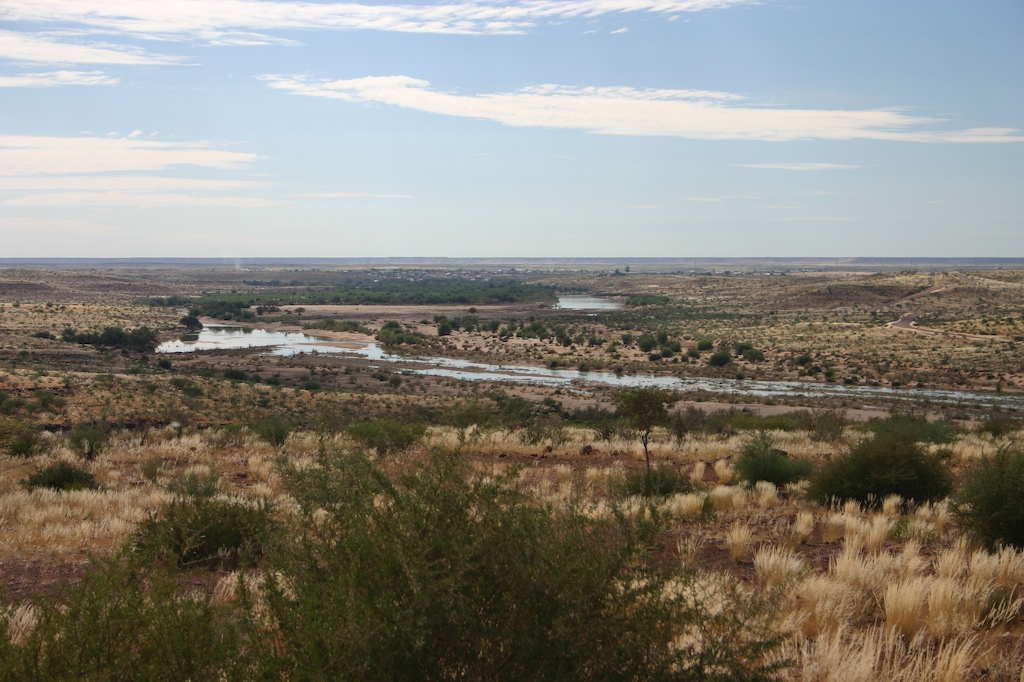
Dans la plaine
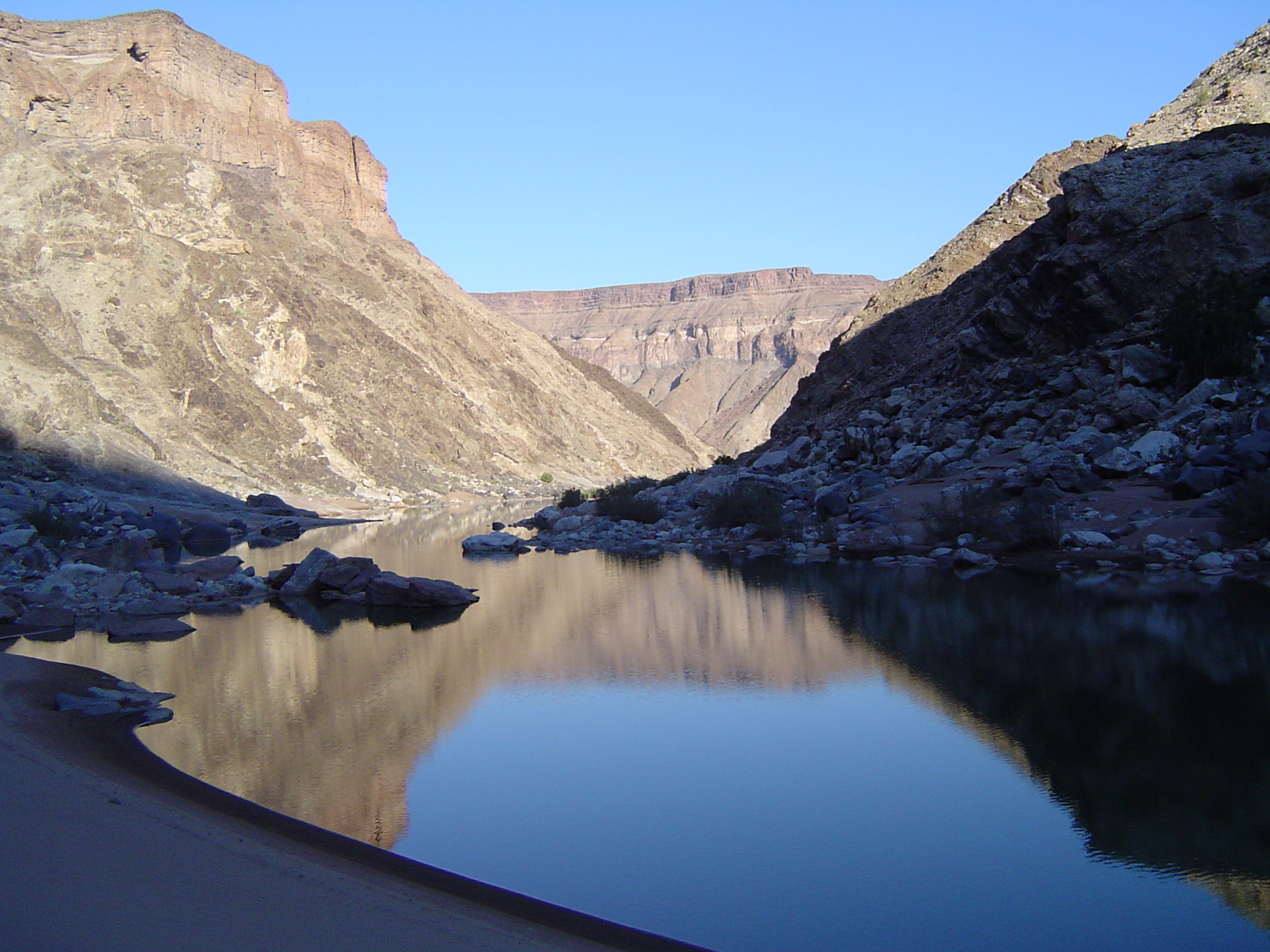
Canyon
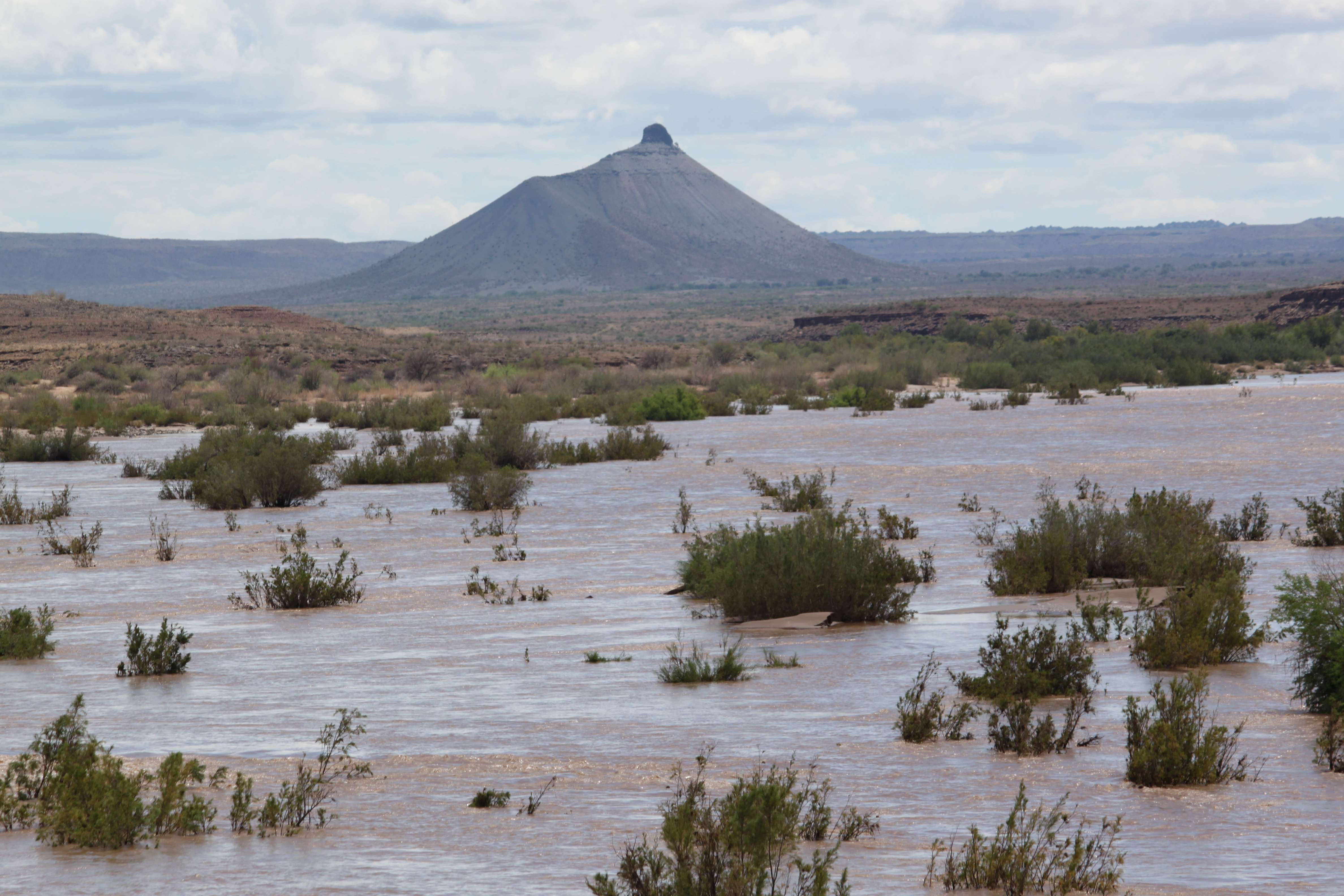
Crue

## Climat, hydrologie
Pour le climat, le parc est divisé en deux parties, chacune participant d'un système climatique très différent. À l'ouest, sur la côte, une région de pluies (200 mm/an) d'hiver tempéré, accompagnées d'une hygrométrie de l'air élevée ; à l'est, dans les terres, des étés de températures plus élevées, quelques rares pluies d'orage en été (5 mm/an) et une humidité très réduite. Les deux systèmes sont géographiquement proches l'un contre l'autre : seule une étroite zone de transition de 10 à 20 km les sépare. Il présente quatre unités paysagères principales : le fleuve Orange et ses plaines inondables adjacentes ; dans la zone de climat à pluies principalement d'été, des collines aux profils doux ; ailleurs, des collines aux reliefs plus relevés ; et des montagnes au relief âpre. L'ouest montagneux du parc connaît une autre spécificité : des brouillards matinaux fréquents, venant de l'Atlantique proche. Ils sont appelés « Ihuries » ou « Malmokkies » par les autochthones, et sont une essentielle ressource en eau pour certaines plantes. Une rosée importante se développe souvent la nuit, en particulier lors des nuits froides dont la température contraste fortement avec celle du jour.
Il y a beaucoup de petites digues dans la réserve, en plus de la grande digue de Mankve (the large central Mankwe Dam).
Ai-Ais possède des sources chaudes. Il y en a également à Palm Springs dans le canyon de la Fish River, où des eaux sulfurées sortent du sol à la température constante de 57 °C ; des palmiers-dattiers poussent autour.

## Végétation
La végétation du parc est très largement dominée par le Karoo succulent, l'un des biomes les plus étranges au monde, avec la plus grande diversité botanique et le plus grand nombre de succulents en climat aride. Il couvre environ 107 200 km2 le long de la côte ouest d'Afrique du Sud et du sud de la Namibie. Il inclut presque toute la surface du Richtersveld. Il contient la plus riche flore de désert de notre planète, formant de plus l'un des plus intéressants méga-écosystèmes au monde. C'est la première région entièrement aride du monde à avoir été reconnue comme un des 25 « points chauds de biodiversité du monde », c'est-à-dire une région biogéographique qui est à la fois une réserve significative de biodiversité, et menacée de destruction. Le Karoo succulent contient plus de 5 000 espèces, dont environ 40 % sont endémiques et 18 % sont menacées. On y trouve plus d'un tiers des espèces de succulents existantes. Aucune autre flore de désert possède autant de richesse d'espèces ni d'individualité. Le Karoo succulent a cinq centres d'endémisme marqué ; le parc du Richtersveld est situé sur le centre de l'un d'eux, le centre Gariep (autre nom pour le fleuve Orange).

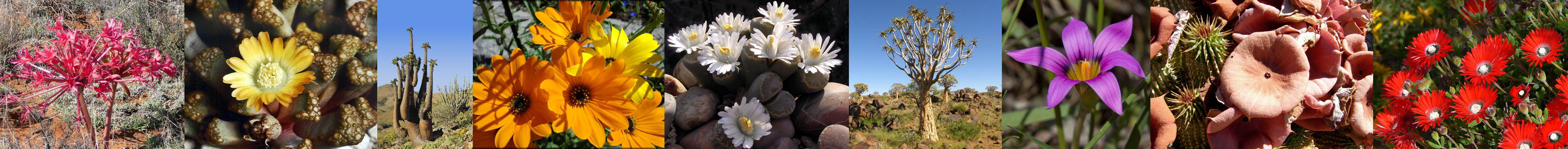
Exemples de la flore du Karoo — De gauche à droite : Brunsvigia orientalis. Titanopsis hugo-schlechteri. Pachypodium namaquanum. Dimorphotheca sinuata. Lithops julii. Aloe dichotoma. Romulea rosea. Hoodia gordonii. Drosanthemum speciosum.

Deux royaumes floraux se côtoient dans le parc de |Ai-|Ais/Richtersveld lui-même. Il abrite plus de 2 700 espèces de plantes, dont presque 600 n'existent nulle part ailleurs et 30 % lui sont endémiques ; un certain nombre de plantes endémiques n'existent que sur ses sommets les plus hauts.
D'une part, sur une surface de 1 km2 on dénombre plus de 360 espèces de plantes à fleurs, ce sur un site dont la moyenne des précipitations est de 68 mm par an. Il est estimé que sur les 160 genres existants de Mesembryanthemaceae, 50 d'entre eux sont présents dans le parc. Certaines collines  abritent plus de 30 espèces de lichen ; les étendues de lichen y sont les plus diverses et les plus denses de la planète.
D'autre part, ces plantes ont développé des stratégies aussi variées qu'originales pour survivre dans un climat rude. Certaines mettent de l'eau en réserve dans des cellules spécialisées pour cette tâche. D'autres se gonflent rapidement en cas de pluie. D'autres encore restent dans le sol sous forme de bulbes.

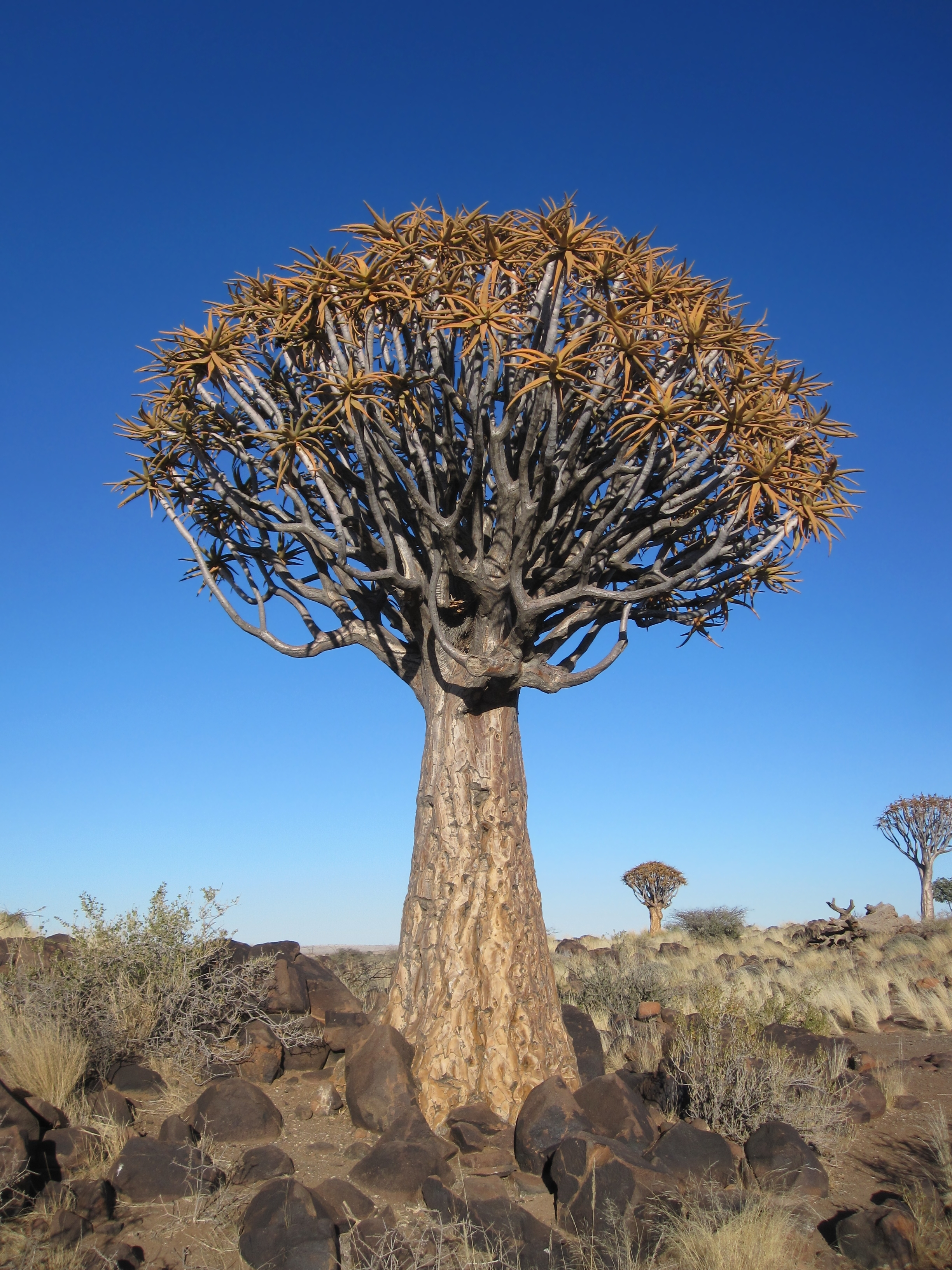
Aloe dichotoma

Certaines se couvrent d'écailles blanches pour refléter le soleil et limiter les gains en chaleur ; les branches de Aloe dichotoma sont jaune clair et couvertes d'une substance poudreuse blanche qui reflète le soleil et contribue à garder l'arbre plus frais. Les Psammophora se sont dotées de petits poils collants pour retenir des grains de sable, se couvrant ainsi d'une armure en protection contre le décapage subi lors des tempêtes de sable (sand storms). De petits succulents et des lichens s'accrochent aux roches et absorbent l'humidité de l'air quand le brouillard monte de l'Atlantique ; la couverture qu'ils fournissent permet à d'autres plantes de se développer.
Dans la région florale avoisinant la région floristique du Cap, le Karoo succulent est dominé par une très belle variété de buissons nains dont les feuilles stockent de l'eau ; l'Est du parc fait partie de la région d'East Gariep (l'est du fleuve Orange), le centre le plus important pour la région du Karoo nama.

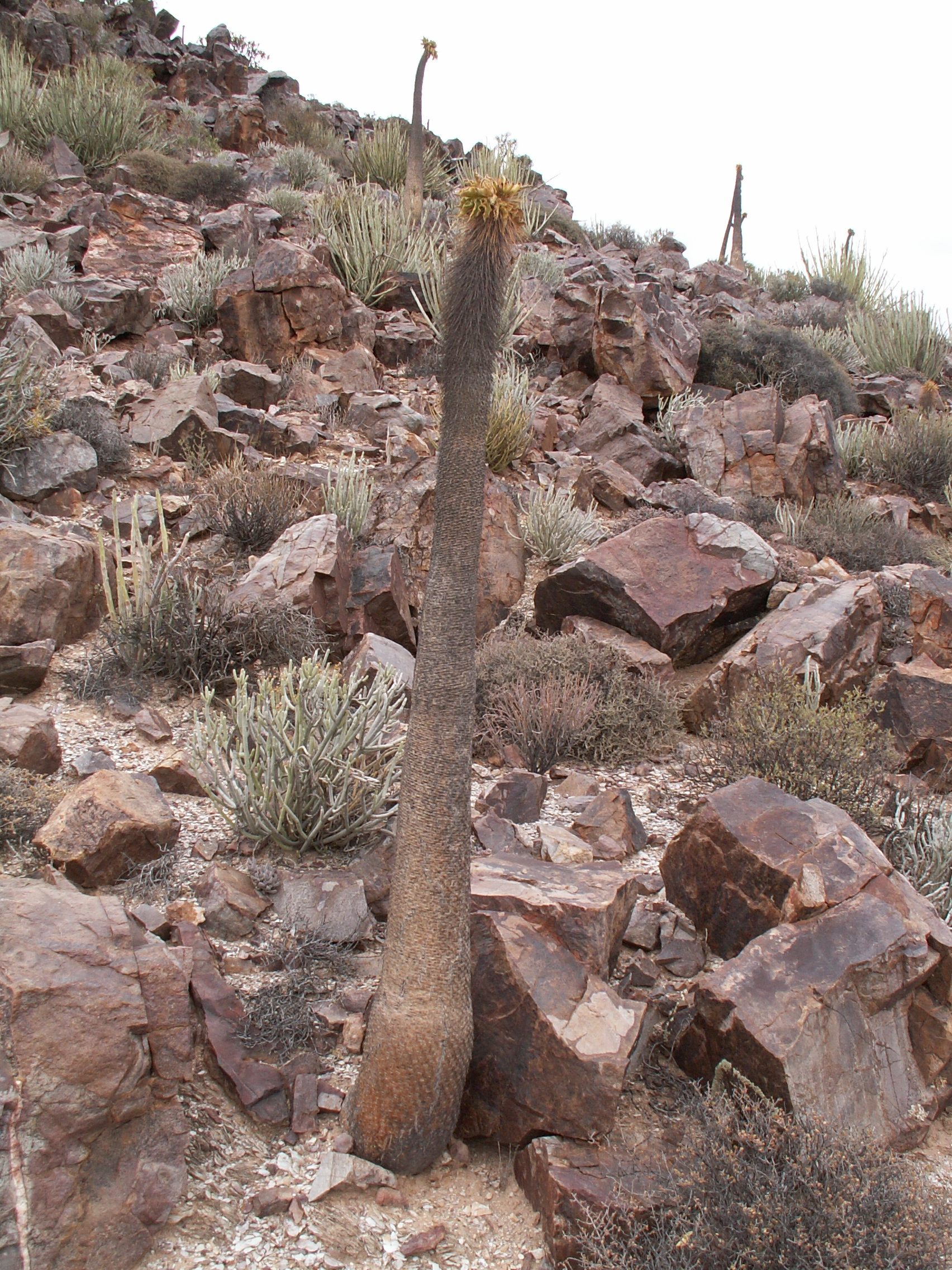
Pachypodium namaquanum

Deux arbres en particulier sont associés au parc. Le giant baster quiver tree (Aloe pillansii, Kiewiet, avril 2001), aussi appelé kokerboom, qui peut atteindre 9 m de haut mais dont il ne reste que quelques centaines de spécimens dans les montagnes du Richtersveld ; et le Pachypodium namaquanum, également appelé « trompe d'éléphant » (elephant's trunk). Pachypodium namaquanum est un succulent endémique du parc,où il pousse dans des sols rocheux aux côtés de quiver trees et d'aloès. Sa silhouette caractéristique est composée d'un tronc cylindrique et non branché ; et d'une touffe de feuilles près du sommet, toutes penchées de 20 à 30 degrés vers le nord. La combinaison de cette orientation et cette inclinaison, amène les feuilles à présenter en hiver une exposition maximale au soleil. Il pousse à la vitesse de 2 à 3 mm par an, et leur taille moyenne est pourtant de 2,5 à 3 m de hauteur, certains individus atteignant 4 m de haut . Ces succulents sont surnommés « half-men » (demi-hommes) pour leur silhouette quasi humaine toujours penchée vers le nord. De par cette orientation, les feuilles présentent en hiver une exposition maximale au soleil. Les Namas révèrent ces demi-humains en tant qu'incarnation de leurs ancêtres venus d'au-delà du fleuve Orange, chassés de leur pays et transformés en plantes à force de regarder avec nostalgie en direction de la Namibie, leur pays d'origine. Pachypodium namaquanum est listé « en danger » dans la Convention sur le Commerce International des Espèces Végétales et Animales en Danger (Convention on the International Trade in Endangered Species of Flora and Fauna).
On y trouve aussi Hoodia gordonii, un cactus utilisé comme « coupe-faim » en Occident. Nombreuses espèces de lithops, de petits succulents qui ressemblent à de petites pierres. Des palmiers-dattiers poussent à Palm Springs dans le canyon de la Fish River.

## Faune
À première vue le parc peut apparaître pauvre en vie animale : éléphants, lions et rhinocéros ont depuis longtemps abandonné la région. Mais d'autres mammifères habitent là bien qu'ils soient quelque peu difficiles à observer en raison du relief ; et un peu d'attention révèle de nombreuses autres formes animales en quantités surprenantes pour une région aride.
Le parc abrite plusieurs espèces d'antilopes comme les springboks, oréotragues (Oreotragus oreotragus, klipspringers), péléas (Pelea capreolus, grey rheboks), oryx gazelles (Oryx gazella, gemsboks), ainsi que Chlorocebus pygerythrus (vervet monkey), suricates (Suricata suricatta, meerkats), daman du Cap (Procavia capensis, rock dassie) ; duikers et steenboks sont présents mais moins nombreux. Des zèbres des montagnes (zèbre de Hartmann, Equus zebra hartmannae), une espèce protégée, vivent sur le mont Rosyntjie (visible du campement Hakkiesdoring) et aux alentours, mais sont extrêmement difficiles à voir ; ils s'aventurent parfois dans le paysage culturel et botanique du Richtersveld (Patrimoine mondial de l'UNESCO). On y voit aussi le chacal à dos noir (black backed jackal), le renard du Cap (Cape fox ou silver (Cape) Fox), le renard à oreilles de chauve-souris (Otocyon megalotis, bat-eared fox), quelques léopards, protèles (Proteles cristata, aardwolf) et lynx du désert Caracal caracal (caracals), et sur la côte on peut voir la nuit des hyènes brunes (Hyaena brunnea, brown hyenas) se nourrir de phoques morts, de leurs petits et d'oiseaux de mer.
Il y a aussi des babouins, et la plus petite tortue existante, l'homopode marqué (Homopus signatus, Namaqua speckled padloper) s'abritant dans les fentes de rocher. Ratels ou zorilles du Cap (Mellivora capensis, honey badger), pangolins, porcs-épics, Viverrinae (genets), et d'autres, s'y côtoient.

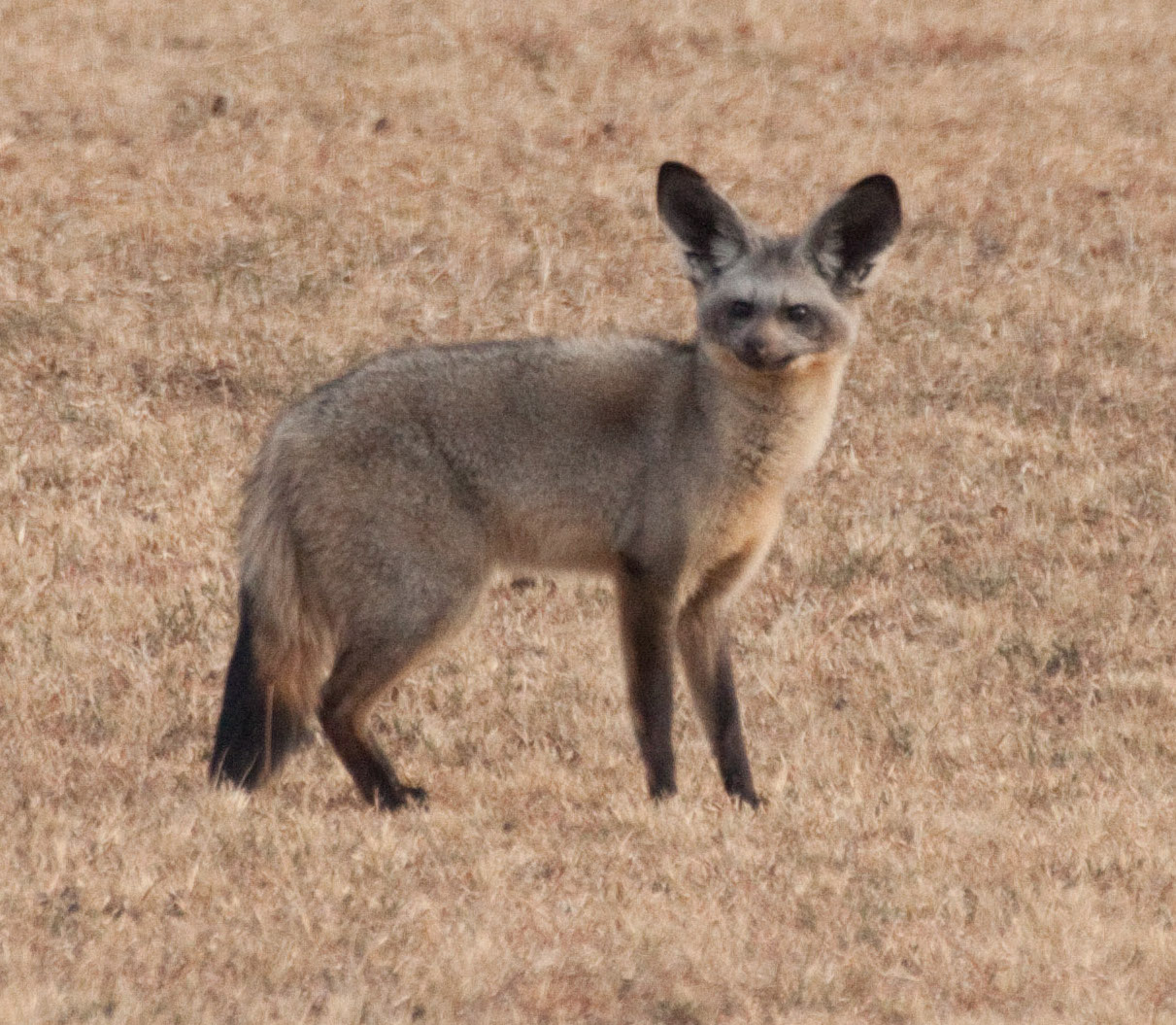
Renard à oreilles de chauve-souris
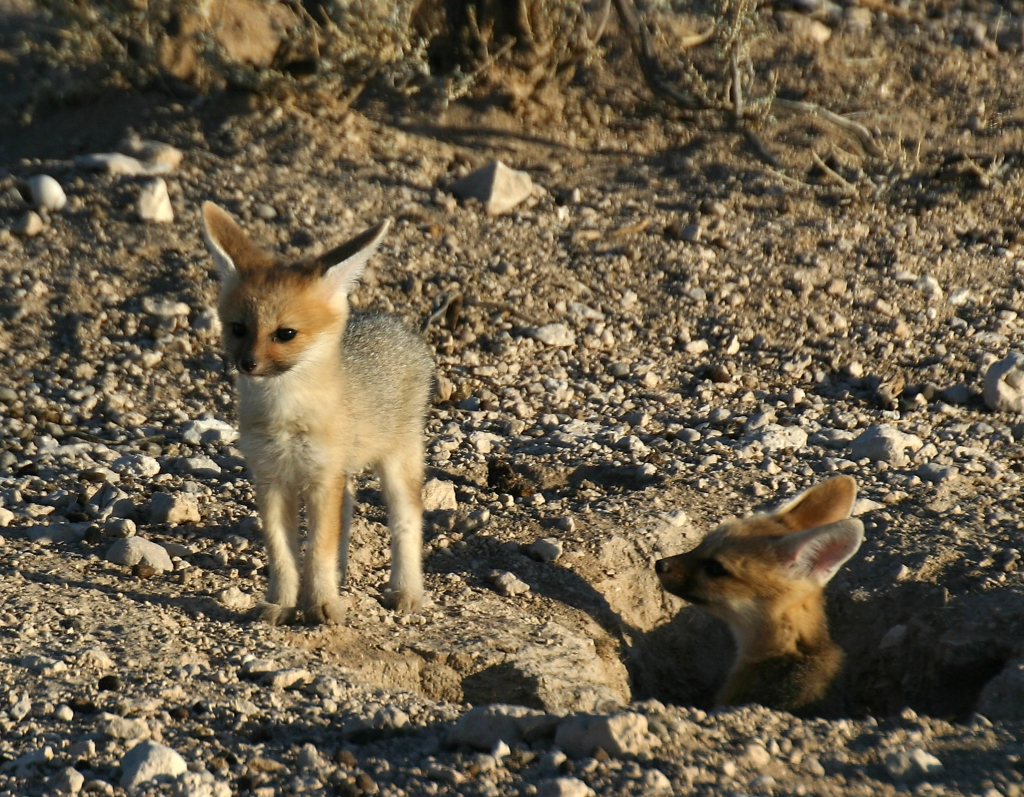
Renard du Cap
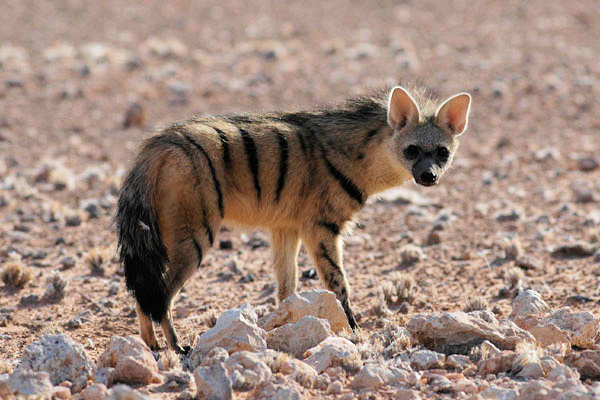
Protèle
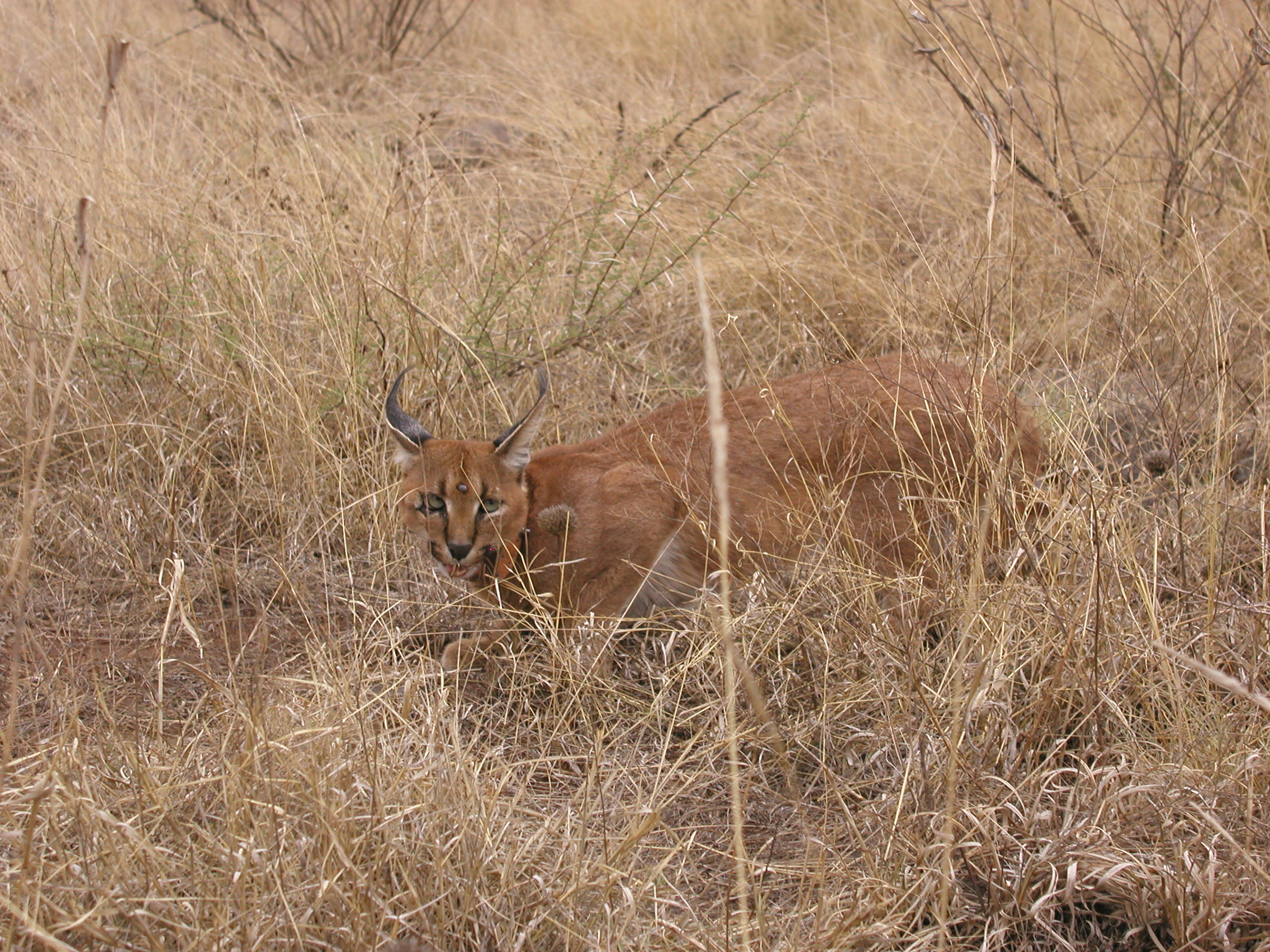
Lynx du désert, ou caracal
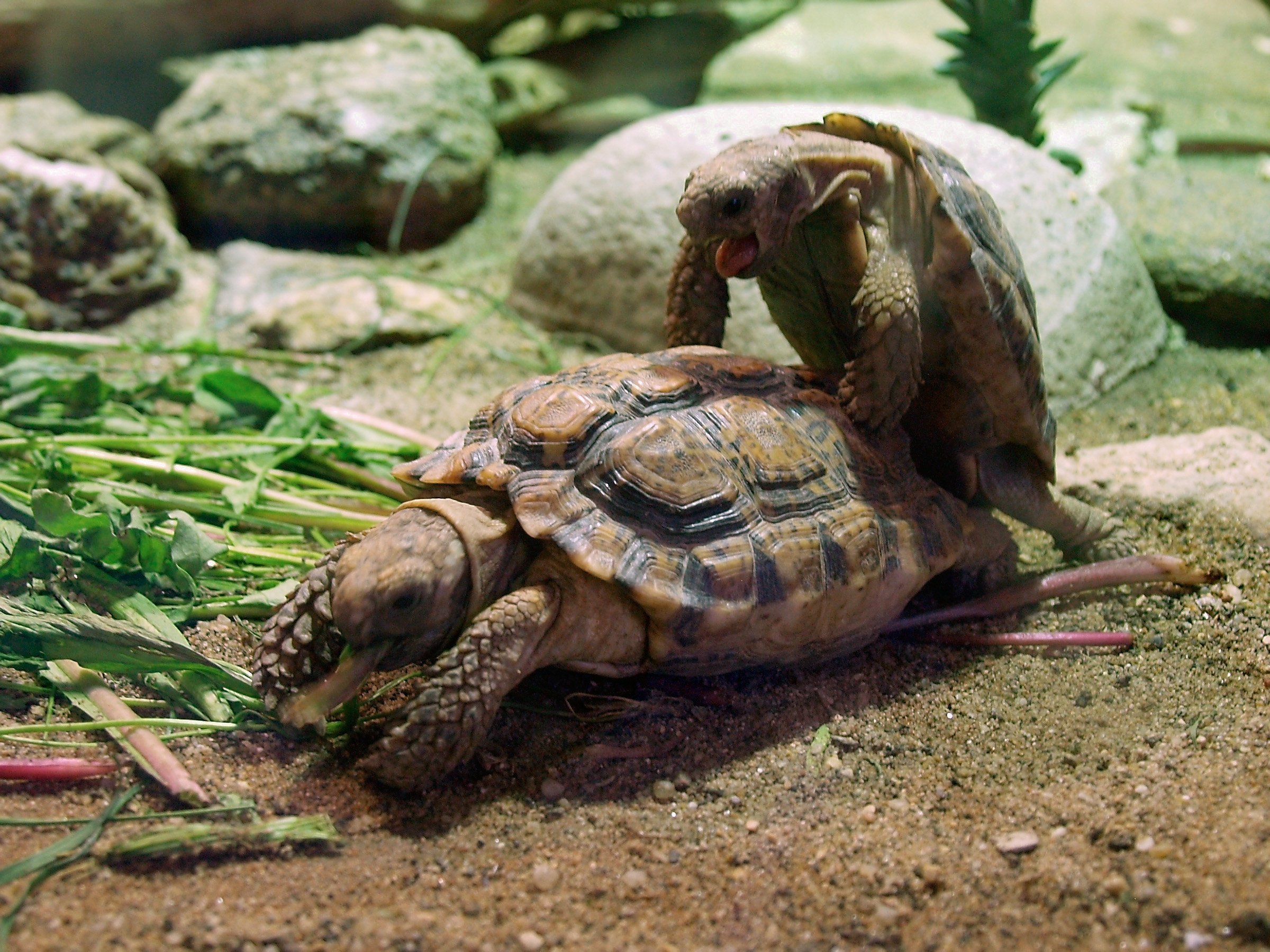
Homopode marqué
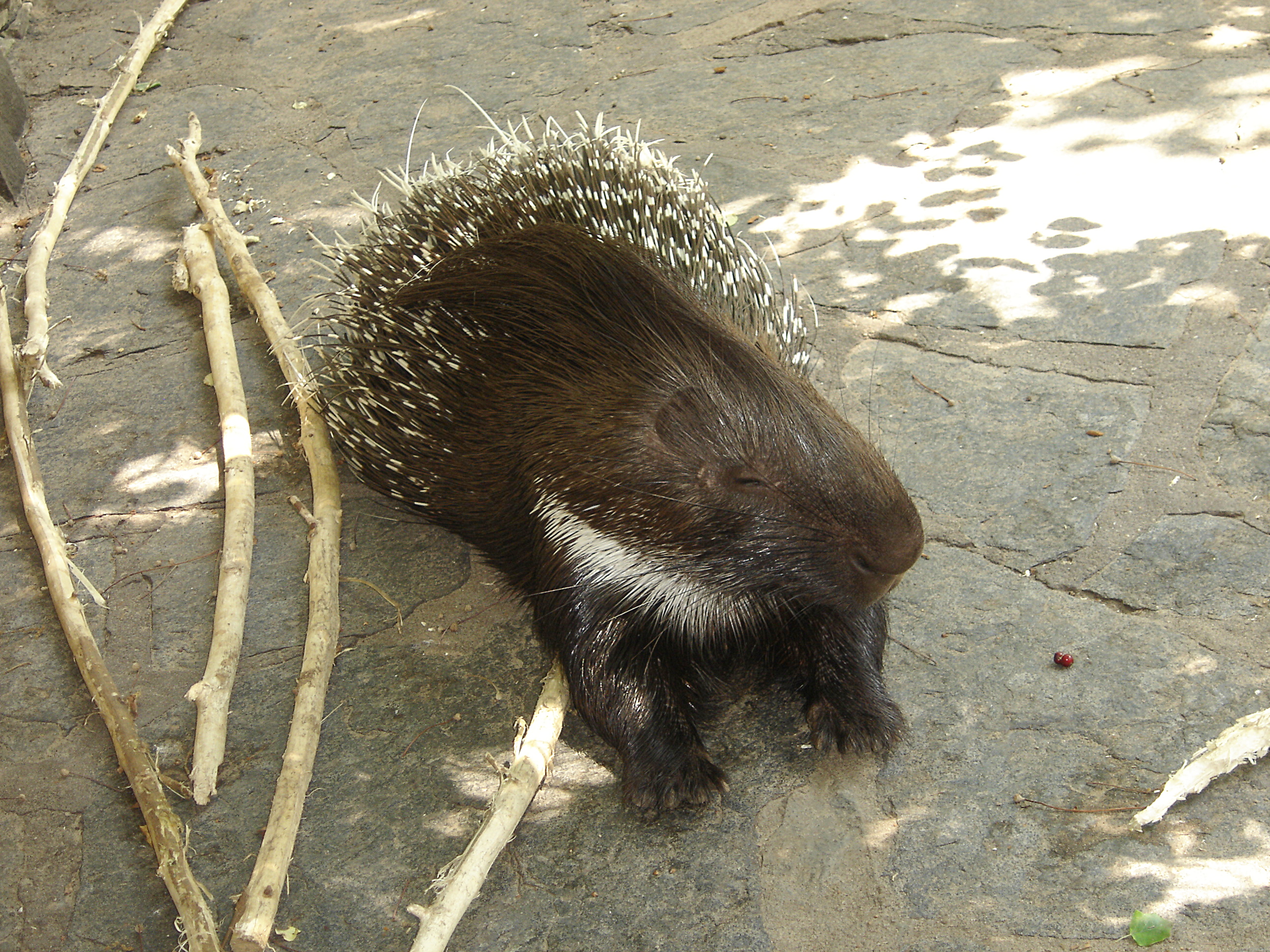
Porc-épic
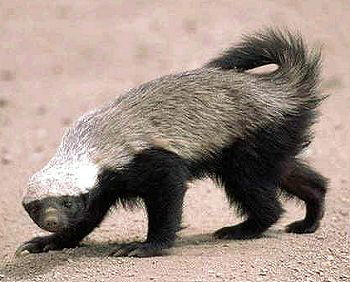
Ratel

Reptiles, amphibiens, insectes et araignées se sont, comme les plantes, adaptés à leur rude environnement. Des coléoptères (les Cassida viridis - tortoise beetles), par exemple, utilisent une couche cireuse pour contrôler la rétention d'eau et la température. D'autres insectes peuvent fabriquer leur propre eau. On trouve des sauterelles (Melanoplus stonei, stone grasshoppers) sur les pierres, des mantes religieuses dans les zones de quartzite. La grenouille Namaqua (Breviceps namaquensis) a été aperçue pour la première fois près de Port Nolloth en 1926 (juste après que le premier diamant ait été trouvé là). Il y a des reptiles dans le parc, mais pas aussi nombreux que l'on pourrait s'y attendre. Le grand cobra cracheur noir a été aperçu en hiver dans un creux du paysage couvert de cailloux. Les espèces les plus courantes sont la vipère heurtante (Bitis arietans, puffadder), le cobra cracheur, la vipère cornue (Bitis caudalis, horned adder), Bitis cornuta (many-horned adder) et le serpent tigre (Notechis scutatus, tiger snake) Nama. Seuls le cobra et la vipère heurtante sont mortellement dangereux. Le scorpion, potentiellement mortel, est abondant en été. Les scorpions noirs (Parbuthus felosa) peuvent envoyer leur venin jusqu'à 1 mètre de distance et peuvent atteindre les yeux d'un humain adulte. Les scorpions beiges préfèrent se cacher sous n'importe quelle chose laissée sur le sable et ont une vicieuse piqûre. Durant l'été les geckos préviennent de leur présence.

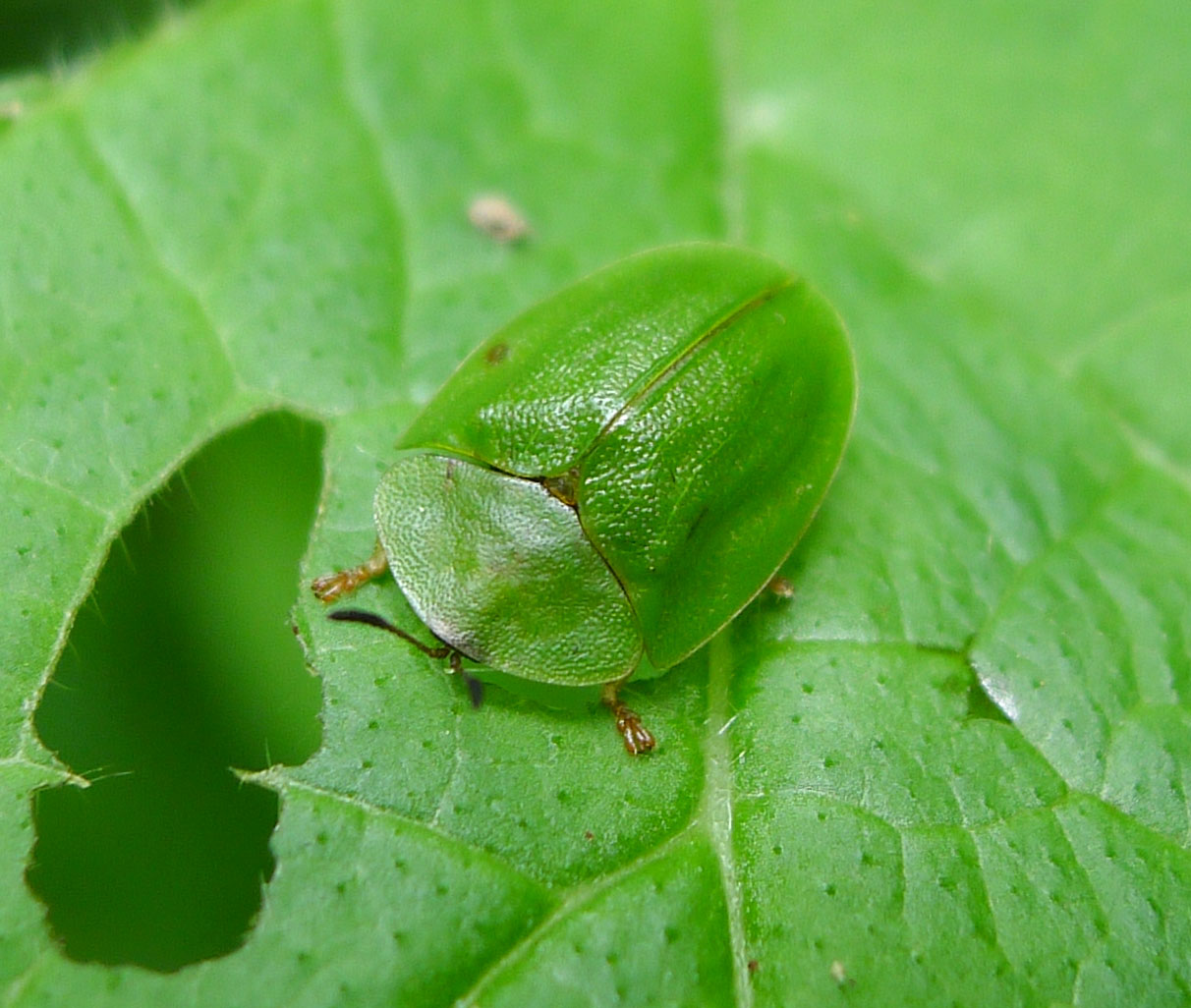
Cassida viridis
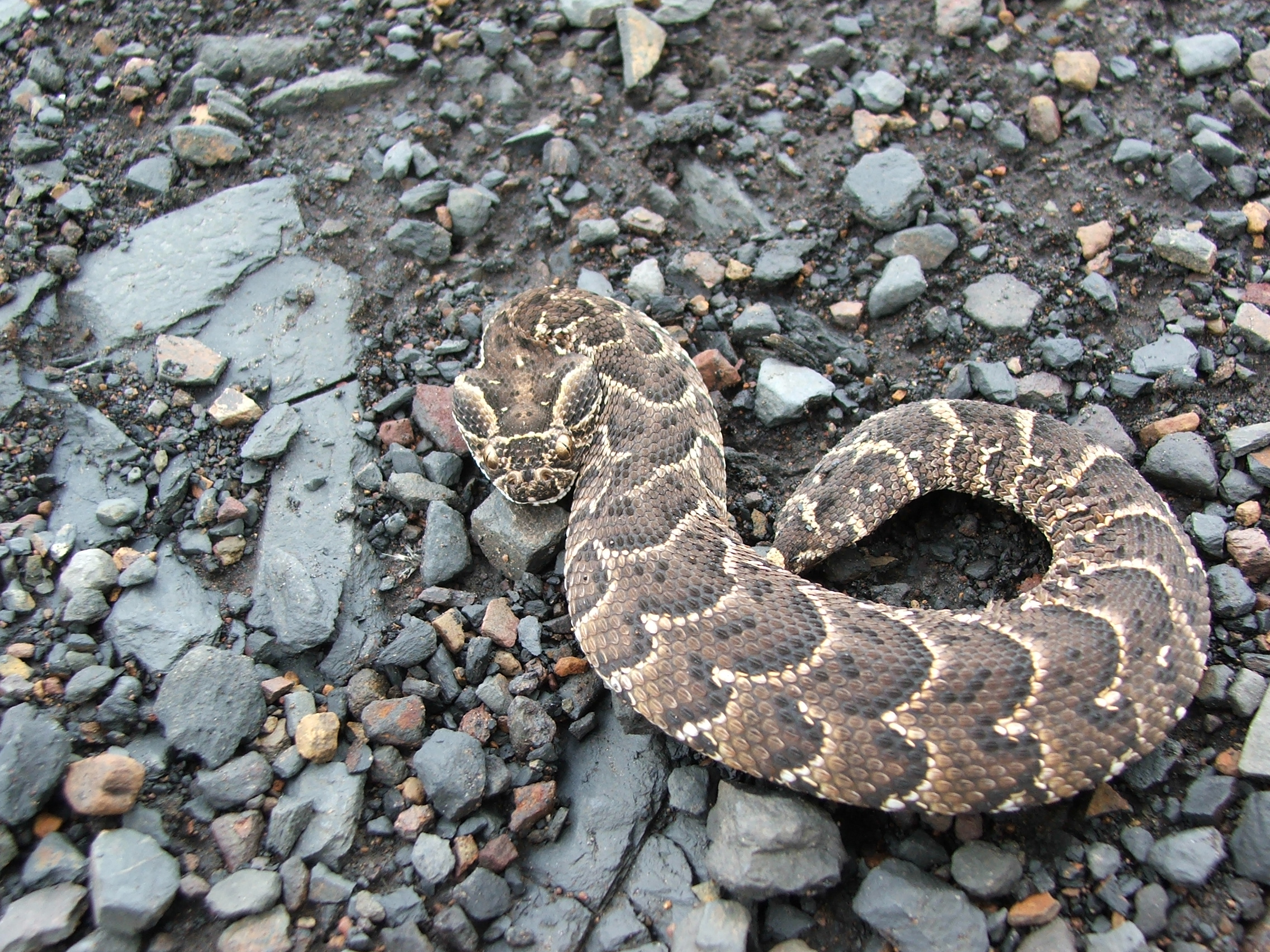
Vipère heurtante, juvénile
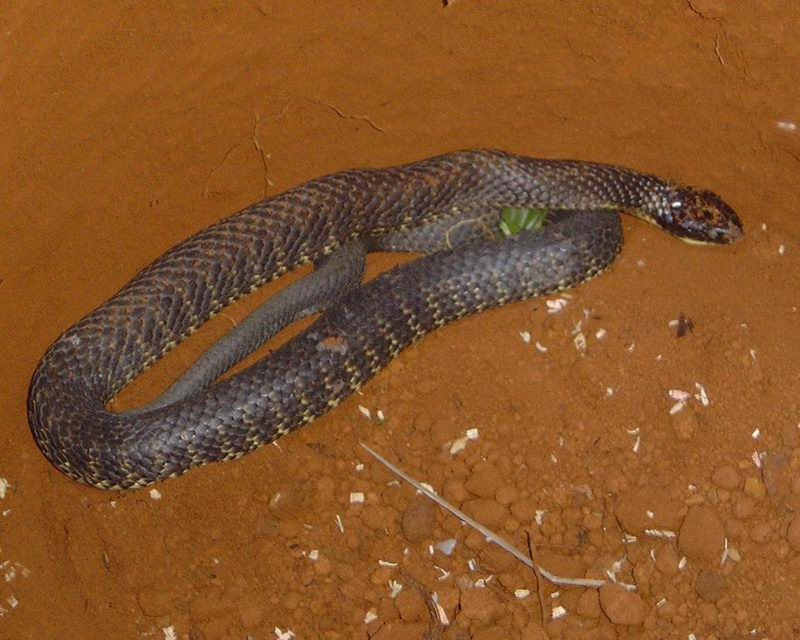
Serpent-tigre
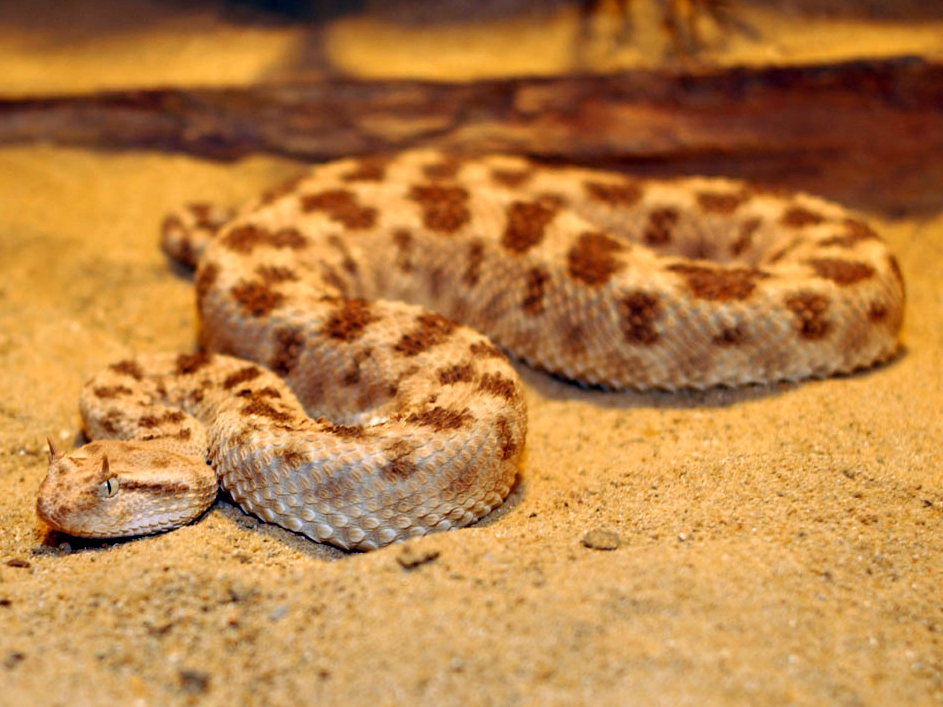
Vipère cornue

### Oiseaux
Le parc est un excellent endroit pour observer les oiseaux : ses habitats variés diversifient d'autant les espèces rencontrées. Environ 350 espèces ont été enregistrées, à demeure ou en transit. En hiver on peut en voir une centaine, beaucoup plus en été sur deux à quatre jours. Une journée dans le Pilanesberg du côté de Gauteng donne aussi de bons résultats.
Outarde kori (Ardeotis kori, kori bustard), outarde à miroir blanc (Eupodotis afraoides, northern black korhaan ou white-quilled bustard), outarde houppette (Lophotis ruficrista, redcrested korhaan), chevêchette perlée (Glaucidium perlatum, pearlspotted owl) et grand-duc africain (Bubo africanus, spotted eagle owl) sont communs.
Dans les zones rocheuses on peut voir Aigle de Verreaux, faucon crécerelle (Falco tinnunculus, common kestrel), buse rounoir (Buteo rufofuscus, jackal buzzard), pigeon biset (Columba livia, rock pigeon), pigeon rameron (Columba arquatrix, african olive pigeon ou rameron pigeon), Myrmecocichla cinnamomeiventri (mocking cliff chat), hirondelle isabelline (Ptyonoprogne fuligula, rock martin) et bruant fou (Emberiza cia, rock bunting). Parmi d'autres oiseaux prédateurs on trouve le circaète à poitrine noire (Circaetus pectoralis, black-chested snake eagle), l'aigle fascié (Aquila spilogaster, african hawk-eagle), l'aigle ravisseur (Aquila rapax, tawny eagle), l'aigle de Wahlberg (Aquila wahlbergi, Wahlberg eagle), l'aigle martial (Polemaetus bellicosus, martial eagle).

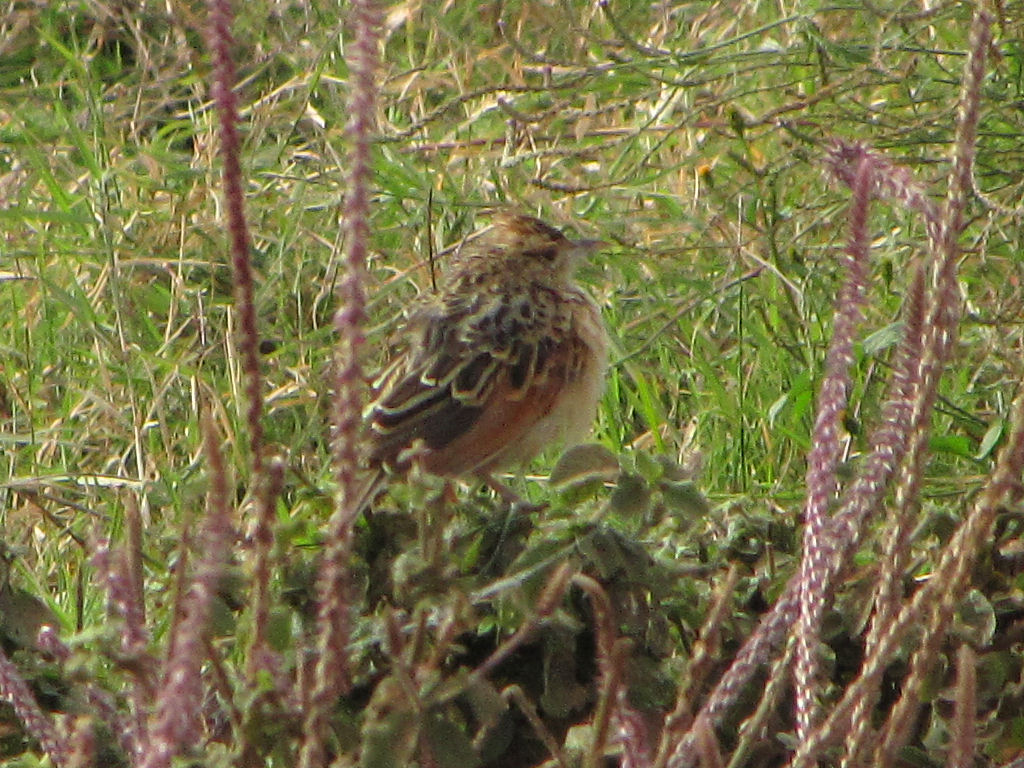
Alouette à nuque rousse (Mirafra africana), adulte

Les collines abritent le cratérope bicolore (Turdoides bicolor, pied babbler), l'alouette sabota (Mirafra sabota, sabota lark), l'alouette à nuque rousse (Mirafra africana, rufousnaped lark), le guêpier nain (Merops pusillus, little bee-eater) et le guêpier à front blanc (Merops bullockoides, whitefronted bee-eater).

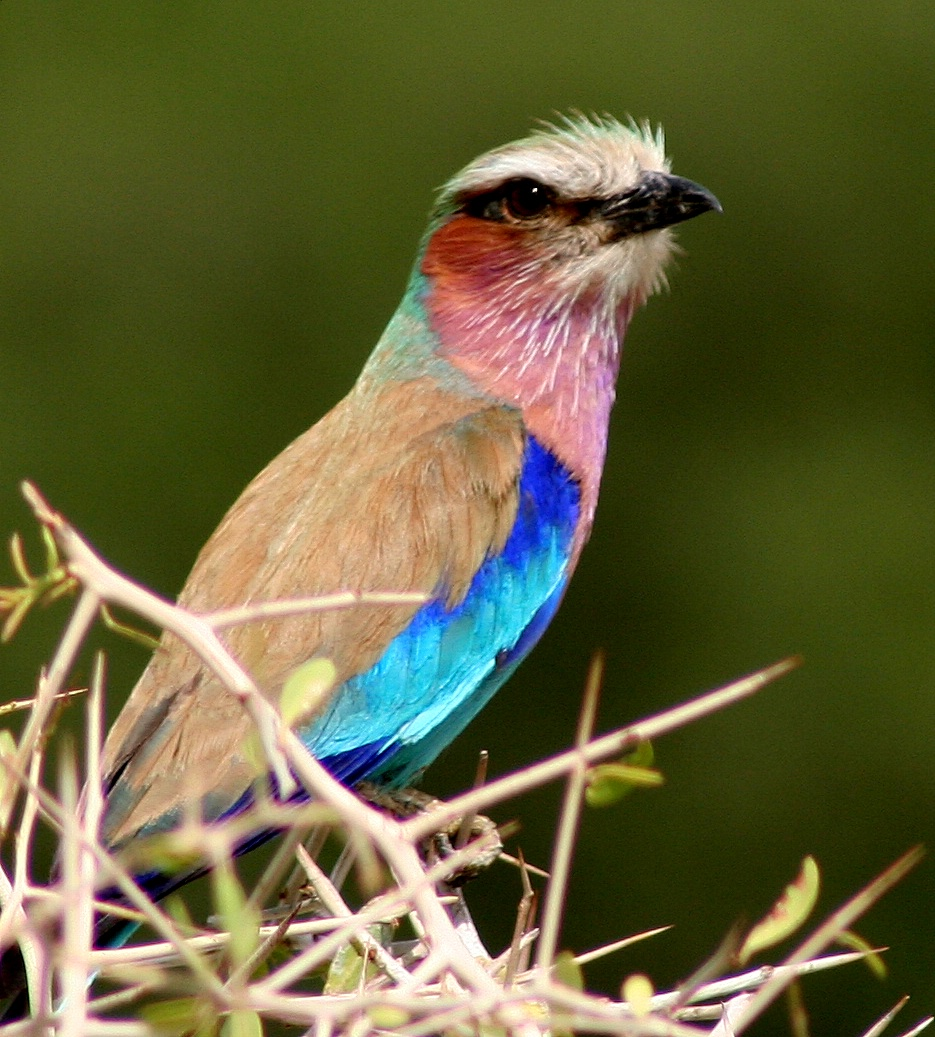
Rollier à longs brins (Coracias caudatus)

Les savanes et plaines sont habitées par  le rollier à longs brins (Coracias caudatus, lilacbreasted roller), le rollier varié (Coracias naevius, purple roller), l'autruche, le messager sagittaire (Sagittarius serpentarius, secretarybird), l'autour chanteur (Melierax canorus, pale chanting goshawk) et la pie-grièche schach (Lanius schach, longtailed shrike ou rufous-backed shrike).
Les zones boisées ont le calao à bec rouge (Tockus erythrorhynchus, redbilled hornbill), le calao leucomèle (Tockus leucomelas, southern yellowbilled hornbill), le calao à bec noir (Tockus nasutus, african grey hornbill), la tourtelette émeraudine (Turtur chalcospilos, greenspotted dove ou emerald-spotted wood dove), le gobemouche du Marico (Bradornis mariquensis, Marico flycatcher), le bruant à poitrine dorée (Emberiza flaviventris, golden-breasted bunting), le cordonbleu grenadin (Uraeginthus granatinus, violet-eared waxbill) et le cordonbleu d'Angola (Uraeginthus angolensis, blue waxbill).
À  côté du parc du Pilanesberg, le parc de Rischtersveld est le cadre de plusieurs pariages d'espèces proches, comme ceux des colious à dos blanc (Colius colius) et colious rayés (Colius striatus), des mésanges cendrées (Parus cinerascens) et mésanges noires (Parus niger), des cratéropes bicolores (Turdoides bicolor) et cratéropes fléchés (Turdoides jardineii), les bulbuls aux yeux rouges (Pycnonotus brunneus) et bulbuls des jardins (Pycnonotus barbatus), des agrobates du Kalahari (Erythropygia paena) et agrobates à dos roux (Erythropygia leucophrys), des veuves royales (Vidua regia) et veuves dominicaines (Vidua macroura).
Le fleuve Orange forme un corridor pour un nombre d'espèces d'oiseaux inattendu dans une région aussi désertique. 189 espèces y ont été dénombrées, les plus communes étant le traquet montagnard (Oenanthe monticola, mountain chat), le martin-pêcheur pie ou alcyon pie (Ceryle rudis, pied kingfisher), l'hirondelle paludicole (Riparia paludicola, brown-throated martin), l'hirondelle isabelline (Ptyonoprogne fuligula, rock martin), l'aigrette garzette (Egretta garzetta, little egret), le héron goliath (Ardea goliath), le héron cendré (Ardea cinerea, grey heron), le tisserin masqué (Ploceus velatus), le zostérops du Cap (Zosterops pallidus, Cape white eye), l'ombrette africaine (Scopus umbretta, hamerkop), et le pygargue vocifère (Haliaeetus vocifer, fish eagle) . Plus rares sont l'aigle noir, le pélican, le crabier chevelu ou héron crabier (Ardeola ralloides, squacco heron), le héron pourpré (Ardea purpurea, purple heron), et le balbuzard pêcheur (Pandion haliaetus, osprey).
Les nombreuses digues sont fréquentées par le pygargue vocifère (Haliaeetus vocifer, african fish eagle), l'ombrette africaine (Scopus umbretta, hamerkop), le flamant rose (Phoenicopterus roseus, greater flamingo), le flamant nain (Phoeniconaias minor, lesser flamingo), la spatule d'Afrique (Platalea alba, african spoonbill) et les sternes.
Un grand vlei sur la partie est de la digue de Mankwe (Mankwe Dam) attire râle des prés (Crex egregia, african crake), râle à camail (Sarothrura rufa, redchested flufftail) et effraie du Cap (Tyto capensis, grass owl). Le balbuzard pêcheur (Pandion haliaetus, osprey) est seulement de passage mais est souvent vu à la digue de Mankwe (Mankwe Dam) pendant la saison des pluies.
Un restaurant à vautours près de la porte de Manyane s'ouvrant sur le côté est du parc, attire 30 à 40 vautours du Cap (Gyps coprotheres, Cape vulture), et occasionnellement le vautour africain (Gyps africanus, whitebacked vulture) et le vautour oricou (Torgos tracheliotus, lappetfaced vulture), ainsi que le marabout (marabou stork).

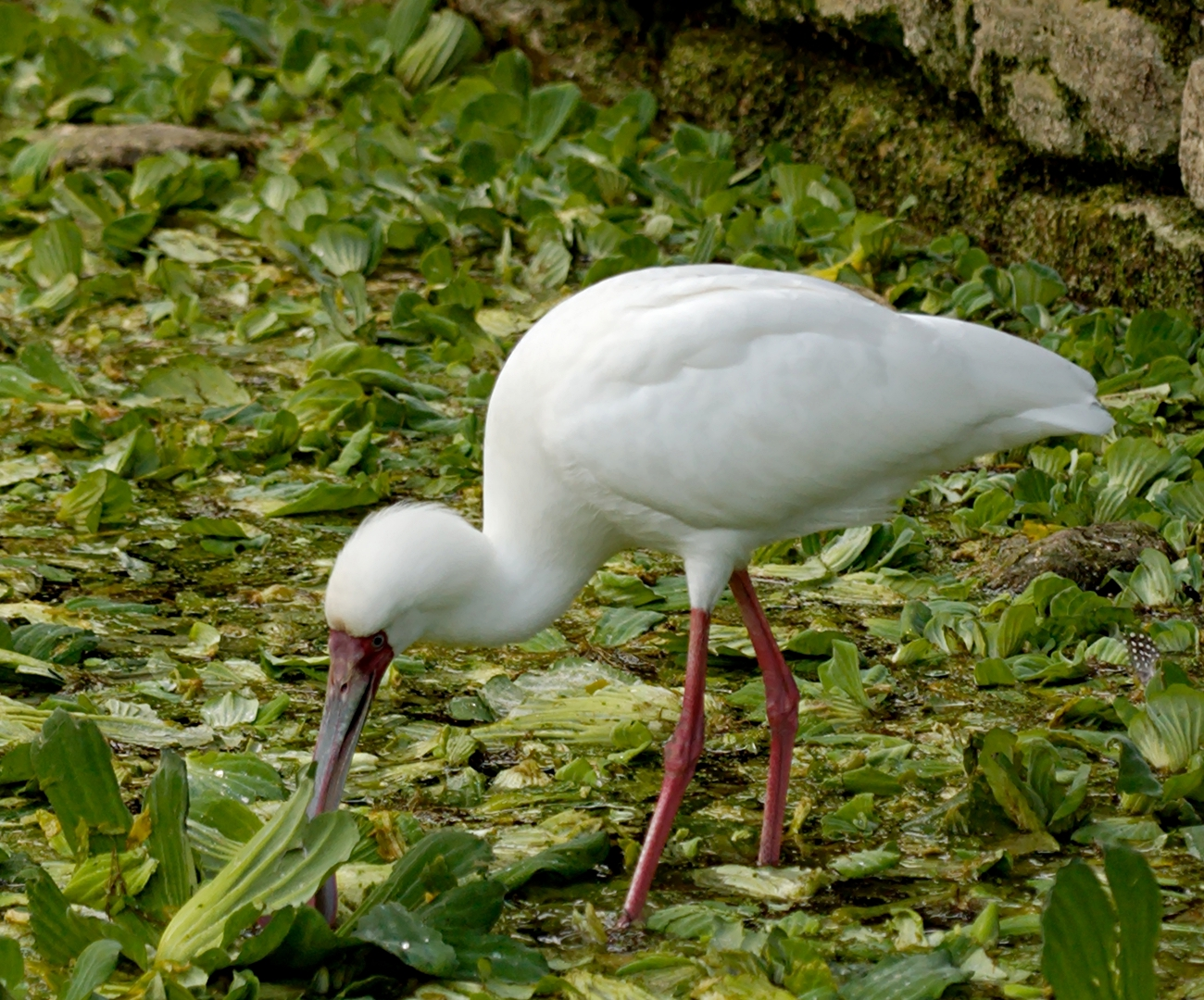
Spatule d'Afrique
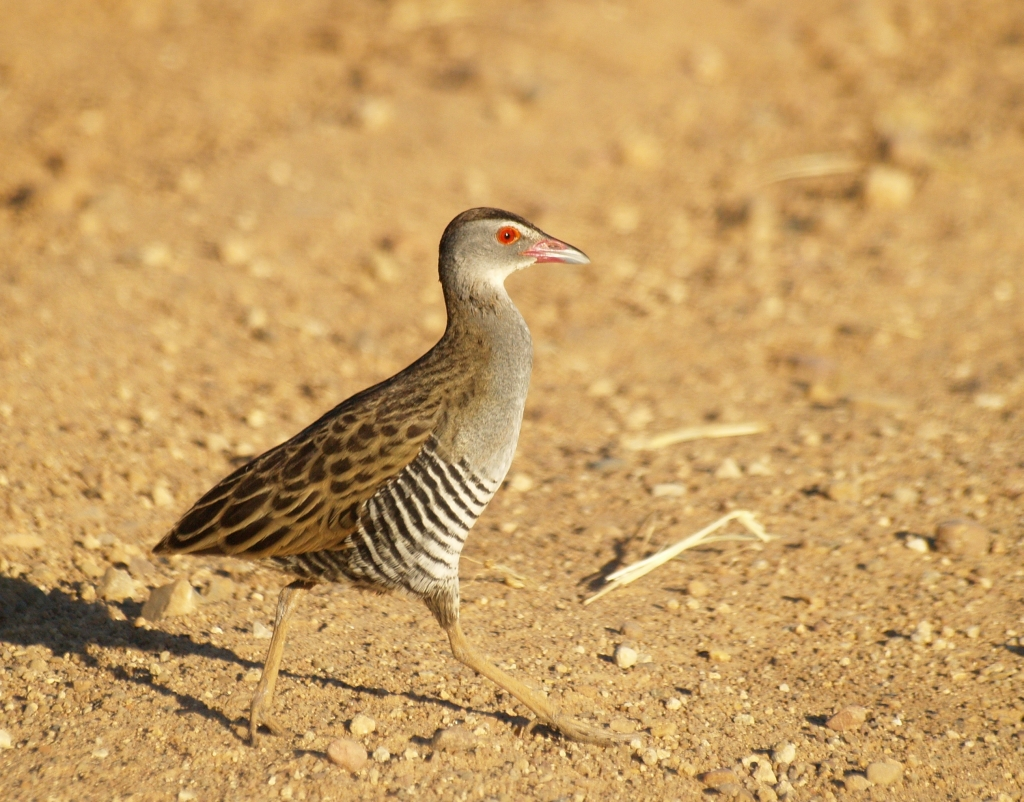
Râle des prés (adulte)
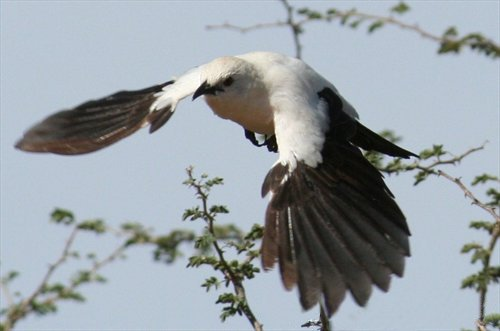
Cratérope bicolore (adulte)
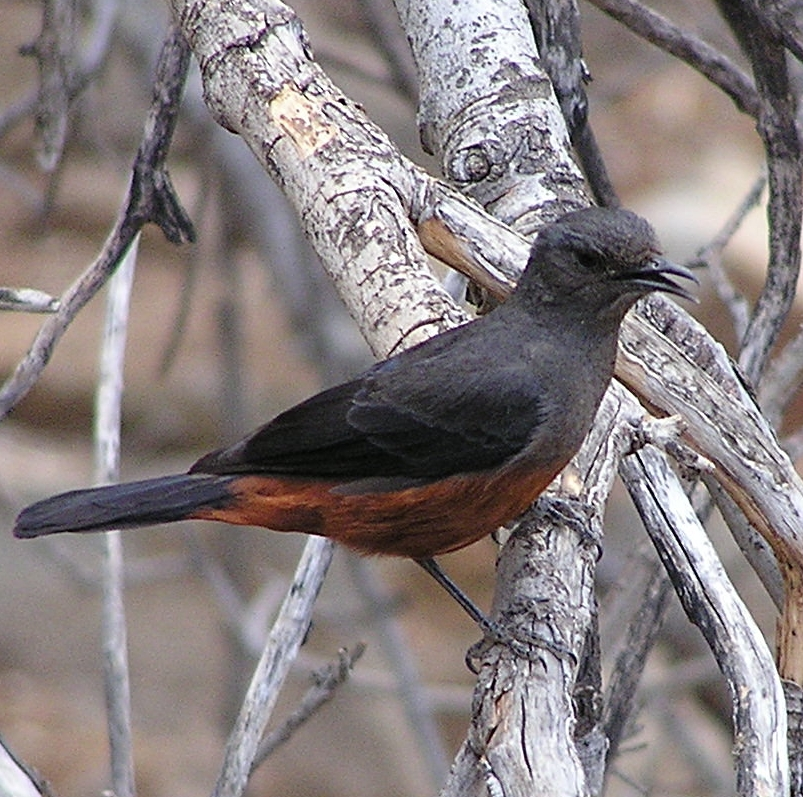
Myrmecocichla cinnamomeiventris
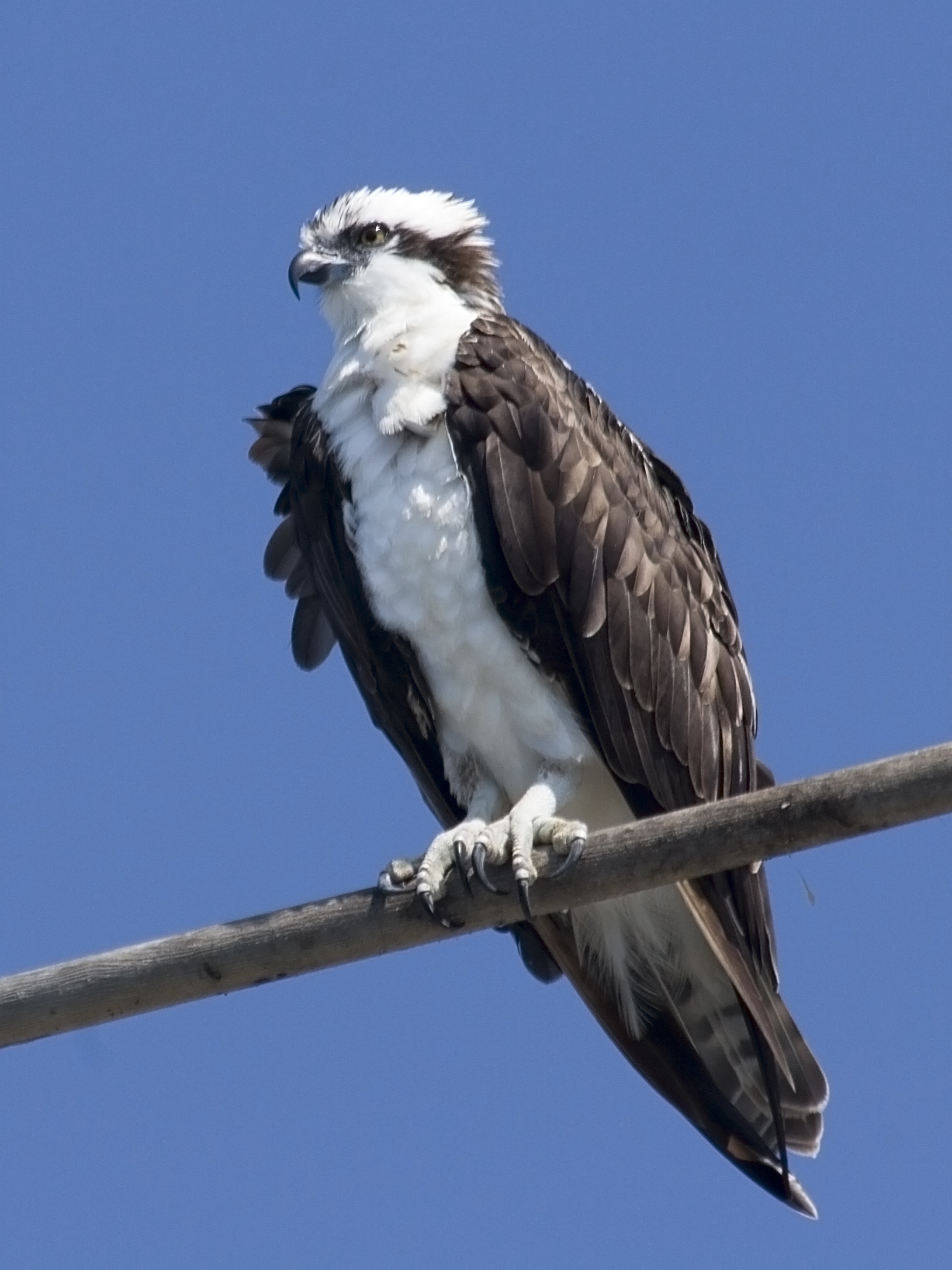
Balbuzard pêcheur
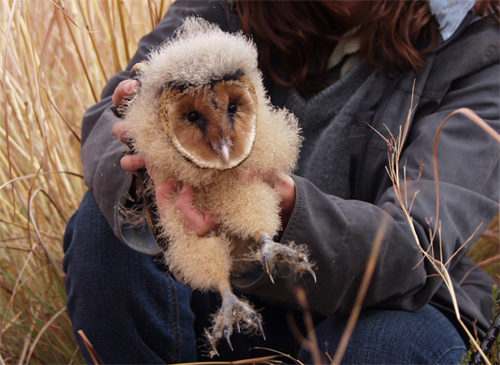
Effraie du Cap, juvénile rescapé d'un feu du veld
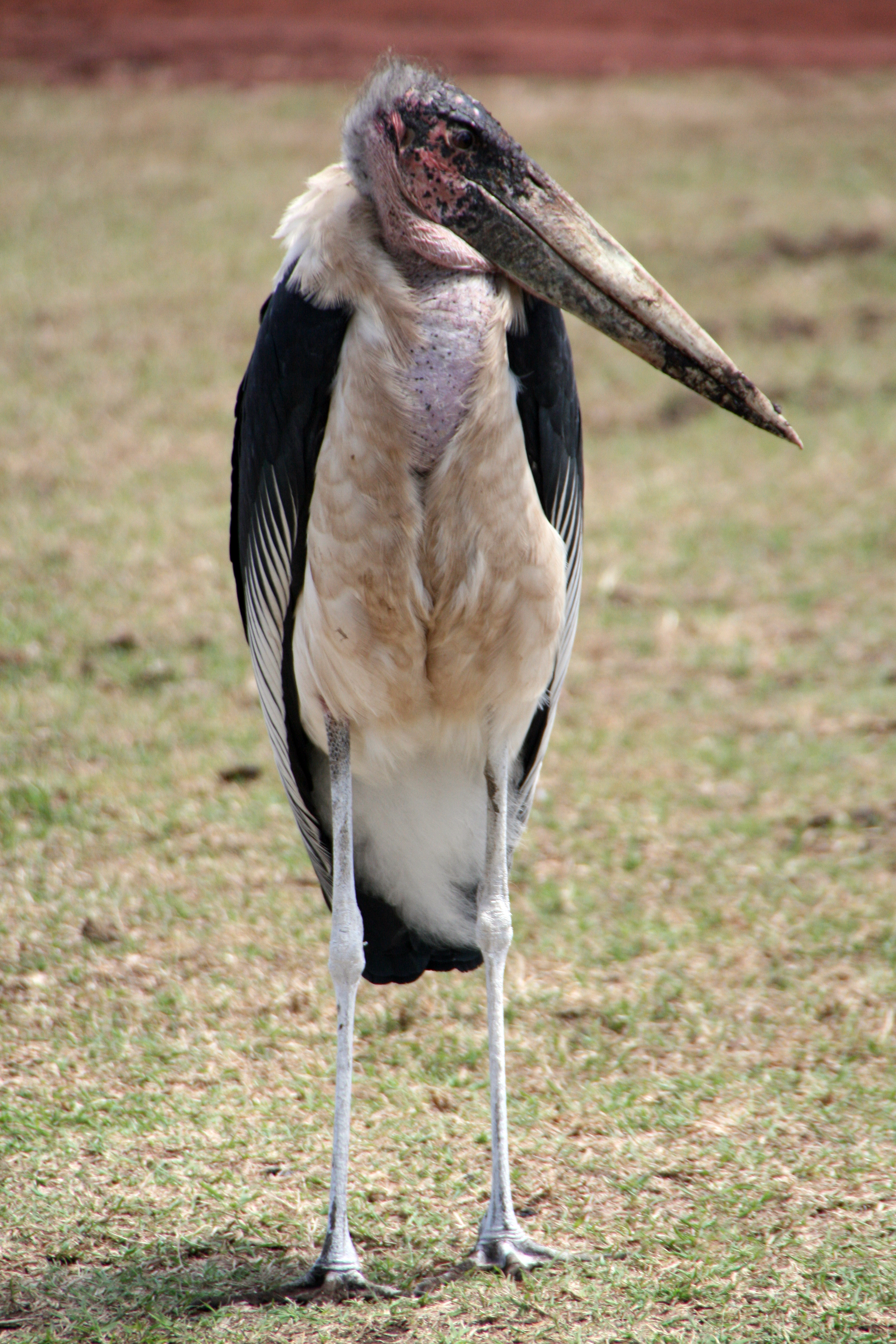
Marabout

## Culture
Les habitants du parc sont un mélange unique de cultures de diverses origines.
Malgré l'âpreté de l'environnement, des populations se sont accommodées du climat inhabituel depuis plus de 200 000 ans, comme en témoignent les vestiges archéologiques. Les ancêtres des San chassaient les zèbres de montagne et les oréotragues (Oreotragus oreotragus, klipspringers), et cueillaient des baies et des racines. Ces chasseurs – cueilleurs utilisaient probablement la région seulement après de bonnes pluies et il est probable qu'ils suivaient les saisons en voyageant entre les plaines et les montagnes. On trouve des pointes de flèches en pierre et résine à Eksteenfontein. Leur mémoire est inscrite en pétroglyphes et peintures rupestres sur la dolomite des rochers principalement le long du fleuve Orange, et dans les nombreuses traces diverses encore visibles. Puis les premiers Khoekhoen arrivèrent du nord du Botswana quelque 2 000 ans auparavant. Chasseurs – cueilleurs comme les San, ils parlaient un langage différent de celui des San et étaient aussi éleveurs nomades pastoraux ; il amenèrent avec eux des moutons à queue grasse (fat-tailed sheep), et plus tard des bovins. Ils ne tuaient du bétail que dans de rares cérémonies. Les Namas d'aujourd'hui sont les descendants des San et des Khoekhoen. Ils représentent la plus ancienne culture d'Afrique du Sud, dont le Richtersveld est le berceau. Traditionnellement transhumants, ils vont avec leurs troupeaux vers les meilleurs pâturages selon les saisons. Cette rotation des pâtures a préservé l'environnement. Le Richtersveld est le dernier lieu en Afrique du Sud où un peuple vit sur des terres communales, et l'un des derniers témoignages du mode de vie transhumant, fondamental à la culture nama. L'architecture traditionnelle des Namas est le matjieshuis, une habitation faite de tapis de roseaux, remarquablement solide et également notable pour sa climatisation naturelle, fraîche en été et chaude en hiver.
Le dernier groupe principal à arriver fut les « Bosluis-Basters ». Venant du sud, descendants des Khoi et de fermiers blancs (avec les problèmes d'assimilation subséquents), ils furent poussés dans cette région aride par l'apartheid et l'expansion d'autres fermiers dans le sud dans la première moitié du XXe siècle. Ce nom leur vint de leur ascendance mixte (basters est directement traduit de « bâtards ») et de leur principal lieu d'où ils furent exilés : la majorité d'entre eux venait d'une ferme appelée Bo-Sluis. Ils s'installèrent aux villages d'Eksteenfontein et Lekkersing avec l'aide de l'Église ou du gouvernement d'Afrique du Sud dans les années 1940, chassés de leurs fermes du Cap-du-Nord. À la même époque des Sans venus du nord étaient aussi poussés par l'apartheid dans la région. Après quelques frictions de départ, les San et les Khoekhoen mergèrent bientôt, devenant le groupe maintenant appelé Nama.
À cause de son isolation, les Européens ne visitèrent pas le Richtersveld avant le milieu du XIXe siècle, époque à laquelle commença la prospection de minéraux. L'un des premiers explorateurs fut James Alexander, qui prospectait pour du cuivre et visita le camp de Little Namaqua (Little Namaqua settlement) à Arries Drift en 1836, où il vit les mêmes huttes que celles que l'on peut encore voir de nos jours. Des fermiers blancs s'installèrent enfin dans la région durant le XXe siècle.
Des efforts sont faits pour préserver le langage et l'architecture des Namas. Une initiative récente a amené les anciens du Richtersveld à voyager à Warmbad en Namibie pour raviver la tradition de construction des matjieshuis. Quant à l'histoire des Bosluis Basters, de leur long et difficile voyage, elle est encore bien vivante à Eksteenfontein.

## Archéologie
Le parc contient de nombreux sites archéologiques. La plus ancienne trace d'habitation remonte à − 2 200 ans, à Die Toon près de Tatasberg. Les os présents indiquent que des espèces animales présentes de nos jours étaient déjà là il y a 4 000 ans : springboks, zèbres et oréotragues (Oreotragus oreotragus, klipspringers). Les arêtes de poisson trouvées montrent que le fleuve Orange était une source importante de ravitaillement pour ces chasseurs – cueilleurs.
Tous les artéfacts archéologiques sont protégés par la loi et ne peuvent être enlevés.

## Site du patrimoine mondial
Le paysage culturel et botanique du Richtersveld, au sud du parc, a été proposé candidat au patrimoine mondial de l'UNESCO en 2005 et est classé depuis 2007. Il a été occupé depuis 20 siècles par les Namas qui y ont fait pâturer leurs animaux en intelligence avec la terre qui les nourrissait malgré son aridité. Ils ont su respecter leur environnement, notamment les succulents Karoo malgré la pousse très lente de ces derniers.

## Tourisme

### Hébergements
Le parc est accessible uniquement aux véhicules 4×4, mais les véhicules hauts sur roues comme les combis et les utilitaires légers peuvent y circuler. Les berlines ne sont pas admises dans le parc. Il n'est pas nécessaire de réserver pour une ou des routes spécifiques. Où que l'on soit dans le parc, il est fortement recommandé de ne pas camper dans les lits de rivière : une puce des sables particulièrement acharnée en sort la nuit, et les inondations soudaines sont fréquentes et dangereuses. Il faut aussi faire attention aux changements extrêmes de température : en septembre une certaine année, il faisait 40 °C une semaine et de la glace sur le pare-brise la semaine suivante.
Camping dans le parc :
Il y a sept camps dans le parc, dont trois offrent des chalets. Seuls ceux du camp Sendelingsdrift ont l'air conditionné. Les chalets sont en recul de la rivière à cause des crues, ce qui n'est pas l'idéal quand la température atteint 45 °C à l'ombre. Mais sur les sites des camps il n'y a pas d'aire réservée au camping : si on campe, on peut installer son sac de couchage au bord de l'eau. Tous les sites ont l'eau potable, des toilettes et des douches.
- Potjiespram (camping)

Près de la rivière et de l'entrée du parc à Sendelingsdrift, ce camp est sur terrain sableux et a de splendides levers et couchers de soleil sur la rivière. Il est nommé d'après les monts Potjiespram. Il y a une forêt épaisse entre le site et la rivière, rendant difficile l'accès à cette dernière. Il offre 18 emplacements de camping pour 6 personnes chacun, avec des douches froides. Il a aussi un centre d'éducation environnementale, qui héberge des groupes d'école dans des huttes Nama traditionnelles. Il n'y a pas d'électricité. Le camp est rustique
- De Hoop (camping)

La route d'accès est spectaculaire, toute en tournants et présentant des vues très belles sur la montagne. Le camp est situé le long de la rivière, au milieu de grands acacias abritant de l'herbe. La rivière est large à cet endroit, avec de nombreux plans ouverts près de l'eau invitant au camping. Il y a une « plage » de sable doux, non collant, et les environs sont superbes. Il y a 12 emplacements de camping pour 6 personnes chacun, avec des douches froides. Il n'y a pas d'électricité. Le camp est rustique. On peut s'y baigner dans la rivière, pêcher, se promener. C'est l'un des endroits les plus visités du parc.
- Richtersberg (camping)

Également connu sous le nom de camp de rivière de Tata (Tata's river camp), le camping Richtersberg est le troisième site désigné du camp. C'est un bel endroit immédiatement au bord de la rivière, qui est large et bordée d'arbres. Mais les plans ouverts ne sont accessibles que si la rivière est basse, et les arbres limitent l'aire de camping le long de la berge. Il n'y a pas autant d'herbe qu'au camp De Hoop, et peu d'ombre. Mais la vue sur la rivière est plus impressionnante, et il y moins de vent dans l'après-midi — ce qui devient important en été quand le vent et le sable se mettent de la partie. Il offre 12 emplacements de camping pour 6 personnes chacun, avec des douches froides. Il n'y a pas d'électricité. Le camp est rustique, et est considéré comme le meilleur camp d'été.
- Sendelingsdrift (chalets et camping)

Ce camp est le quartier général du parc. Il y a beaucoup d'herbe, et les chalets sont confortables, avec 6 unités à deux couchages et quatre unités de quatre couchages ; chacune possédant l'air conditionné, ventilateur de plafond, porches avec vue sur la rivière, kitchenettes, douches, toilettes. Le terrain de camping comprend 12 places pour 6 personnes chacune ; pas d'électricité pour le camping. Piscine dans le camp. C'est à Sendelingsdrift que l'on trouve le ponton du ferry (capacité maximum : 6 tonnes) servant à rejoindre la Namibie en traversant le fleuve Orange ; et le seul téléphone public du parc (appareil à pièces) — il n'y a pas de réception dans le parc pour les téléphones portables.
- Tatasberg (chalets)

Quatre chalets à deux couchages sont perchés sur des rochers surplombant le fleuve Orange, et offrent de belles vues sur l'eau et les montagnes. Ils sont équipés confortablement avec des salles de bains en-suite, cuisines séparées avec frigidaire et chaque chalet a sa véranda. Eau chaude et eau froide. Électricité en 12 V, lampes paraffine de secours en cas de problème. Il n'y a pas d'air conditionné dans les chalets. Il y a 8 emplacements de camping pour 6 personnes chacun, avec toilettes sèches. Le camp est exposé au soleil toute la journée. La rivière est à 10 minutes de marche. Une hutte traditionnelle pour deux personnes offre un Braai facility sur la véranda, ustensiles de cuisine, camping gas et frigidaire à gaz, éclairage au solaire mais pas de prises électriques, des lampes paraffine, douches communes. Les visiteurs doivent apporter leur eau potable et leur bois de feu.
- Kokerboomkloof (chalets et camping)

Au milieu des montagnes et loin de la rivière, ce camp est extrêmement chaud en été mais est considéré comme le meilleur camp d'hiver, très agréable quand la température est plus clémente. On peut y voir de nombreuses structures granitiques étranges. Il y a 8 emplacements de camping pour 6 personnes chacun, avec toilettes sèches.
Il n'y a pas d'eau dans le camp ; le point d'eau le plus proche est à Richtersberg (32 km).
- Gannakouriep (chalets)

Ce camp est installé loin dans la montagne. Les visiteurs doivent apporter leur eau potable. L'installation est similaire à celle du camp Tatasberg, avec quatre chalets confortables et bien équipés également ; huit emplacements de camping pour six personnes chacun, avec toilettes sèches ; et un gérant permanent.
- Hiking Trails Base Camp

Ce camp, ouvert en juillet 2011, est situé dans la très panoramique vallée de Ganakouriep. Il a 9 couchages, avec camping gaz, frigidaires et douches chaudes. Les chemins de randonnée eux-mêmes ne sont pas ouverts à cause de manque de guides, mais des groupes ayant leur propre guide indépendant qualifié peuvent être autorisés à les emprunter. Les inscriptions pour ce camp sont prises trois mois à l'avance, jusqu'à ce que le problème de manque de guides soit résolu. C'est une bonne base pour explorer le parc en voiture. L'eau n'est pas potable, les visiteurs doivent apporter leur eau potable.
Helskloof est fermé. Accès par Sendelingsdrif.
Il n'est pas autorisé de conduire la nuit dans le parc.
Le site du parc fournit une page météo journalière.

### Activités
Randonnées à pied, en 4×4, en VTT et en carriole à âne, canoë, observation des oiseaux, pêche, bains de rivière, observation des étoiles dans l'un des meilleurs endroits d'Afrique pour cette activité.
Chemins guidés (du 1er avril au 30 septembre seulement) :
Vensterval Trail (4 jours, 3 nuits) ;
Lelieshoek-Oemsberg Trail (3 jours, 2 nuits) ;
Kodaspiek Trail (2 jours, 1 nuit) ;
bientôt le chemin de Hakiesdoring.
- Fish River canyon :

On peut conduire jusqu'à plusieurs points scéniques (à environ 20 km des hébergements de Gondwana Cañon Park), marcher le long du bord des gorges, ou louer un vol scénique. Pour des raisons de sécurité, seuls les participants à la randonnée de 80 km à partir de Hiker's point jusqu'à Ai-Ais sont autorisés à descendre dans le canyon. Les contrevenants s'exposent à une amende de 300 rands. Cette randonnée de 80 km dure quatre ou cinq jours et peut être faite en groupe privé (certificat médical demandé, trois participants minimum, réservations sur Wildlife Resorts de Namibie) ou avec un guide du parc (certificat médical demandé, réservations sur Trailhopper). Les randonnées dans les canyons ne peuvent être réservées que pour les mois aux températures clémentes c'est-à-dire en hiver, mi-avril à mi-septembre. Pour ces randonnées dans le canyon, les marcheurs doivent pourvoir à tous leurs besoins ; une trousse médicale d'urgence est recommandée, ainsi que des tablettes pour purifier l'eau (il y a généralement de l'eau dans le canyon), bains de rivière, observation des étoiles dans l'un des meilleurs endroits d'Afrique pour cette activité.
L'endroit considéré comme le plus beau est Paradyskloof, dans l'est du parc ; c'est une gorge aux températures toujours fraîches abritant des animaux et des plantes que l'on trouve uniquement dans cet endroit. Le sommet de Tatasberg (1 026 m) offre une ascension assez facile et de magnifiques couchers de Soleil. Un sentier balisé dans la Walking Area au complexe de Manyane dans l'est du parc, offre une randonnée orientée sur l'éducation environnementale jointe au plaisir d'observer à pied animaux et oiseaux ; ce complexe a aussi une volière visitable de l'intérieur, avec plus de 80 espèces d'oiseaux indigènes. La saison des fleurs est de juin à septembre selon les pluies, et transforme le parc superbement,.